# Chiến tranh Bosnia
Chiến tranh Bosnia hay Chiến tranh ở Bosnia và Hercegovina là một cuộc xung đột vũ trang quốc tế xảy ra ở Bosna và Hercegovina trong khoảng thời gian giữa tháng 4 năm 1992 và tháng 12 năm 1995. Cuộc xung đột đã lôi kéo vài bên tham chiến. Các bên tham chiến chủ yếu là lực lượng Cộng hoà Bosna và Hercegovina và các thực thể chính trị tự phong là Bosnia Serb và Bosnia Croat bên trong Bosna và Hercegovina, Republika Srpska và Herzeg-Bosnia. Republika Srpska và Herzeg-Bosnia lần lượt mỗi bên nhận được sự trợ giúp về quân sự và chính trị từ phía Serbia và Croatia.
Cuộc chiến diễn ra như là kết quả của sự tan rã liên bang Nam Tư. Theo sau sự ly khai của Slovenia và Croatia khỏi Nam Tư vào năm 1991, Cộng hoà Bosna và Hercegovina Nam Tư với dân số chủ yếu bao gồm người Bosniaks Hồi giáo (44 phần trăm), Serbs Chính thống giáo (31 phần trăm) và Croats Công giáo (17 phần trăm), thông qua một cuộc trưng cầu dân ý về việc độc lập vào ngày 29 tháng 2 năm 1992. Việc này đã bị các đại diện chính trị của người Serb Bosnia bác bỏ, họ đã tẩy chay cuộc trưng cầu và thành lập nước cộng hoà riêng của mình là Republika Srpska. Sau sự kiện tuyên bố độc lập, lực lượng Serb Bosnia được sự trợ giúp từ chính phủ Serbia của Slobodan Milošević và Quân đội Nhân dân Nam Tư (JNA) đã tấn công Cộng hoà Bosna và Hercegovina nhằm bảo vệ lãnh thổ của người Serbia và chiến tranh sau đó đã nổ ra khắp Bosnia, theo sau bởi các sự kiện loại bỏ dân số Bosniak, đặc biệt ở Đông Bosnia.
Chiến tranh Bosnia mang bản chất chủ yếu là một cuộc xung đột lãnh thổ, ban đầu là giữa Quân đội Cộng hoà Bosna và Hercegovina, vốn không chỉ bao gồm phần lớn bởi thành phần người Bosniaks và lực lượng Croat Bosnia về cùng một phía, và lực lượng Serb and Bosnia bên phía đối địch. Người Croat còn có mục tiêu là bảo vệ các phần lãnh thổ Bosna và Hercegovina như Croatia. Trong một nỗ lực nhằm phân hoá kẻ thù, lãnh đạo chính trị Serb và Croat đã đồng ý phân chia Bosnia theo hiệp ước Karađorđevo và Graz, dẫn đến kết quả là lực lượng Croat ngả về phía Quân đội Cộng hoà Bosna và Hercegovina và dẫn đến chiến tranh Croat – Bosniak. Một cuộc chiến mang đặc điểm đặc biệt tàn bạo bao gồm các trận đánh ác liệt, pháo kích bừa bãi xuống các thành phố và thị trấn, tiêu diệt sắc tộc, cưỡng hiếp tập thể có hệ thống và diệt chủng. Các sự kiện như Bao vây Sarajevo, trại Omarska và thảm sát Srebrenica tiêu biểu cho xung đột này.
Người Serb, mặc dù ban đầu ở thế thượng phong do nguồn vũ khí dồi dào và tiềm lực được hỗ trợ bởi JNA nhưng cuối cùng lại bị mất thế chủ động khi người Bosniak và Croat liên minh để chống lại Republika Srpska vào năm 1994 cùng với sự thành lập Liên bang Bosna và Hercegovina theo sau thỏa thuận Washington. Sau thảm sát Srebrenica và Markale, NATO đã can thiệp vào năm 1995 bằng Chiến dịch Deliberate Force chống lại Quân đội Republika Srpska, sự kiện này đã dẫn tới việc quốc tế hoá cuộc xung đột nhưng chỉ là vào giai đoạn cuối. Chiến tranh kết thúc sau khi việc ký kết Hiệp định Khung Tổng thể về Hoà Bình ở Bosna và Hercegovina tại Paris ngày 14 tháng 12 năm 1995. Các cuộc đàm phán hoà bình được tổ chức ở Dayton, Ohio, kết thúc vào ngày 21 tháng 12 năm 1995. Hiệp ước này được biết đến với cái tên Hoà ước Dayton. Một bản báo cáo vào năm 1995 thực hiện bởi Cơ quan Tình báo Trung ương Hoa Kỳ cho thấy lực lượng Serbia chịu trách nhiệm cho 90% tội ác chiến tranh xảy ra trong thời gian diễn ra xung đột. Đầu năm 2008, Toà án Quốc tế về tội ác ở Nam Tư cũ đã kết án 45 người Serb, 12 người Croat và 4 người Bosniak phạm tội ác chiến tranh liên quan đến chiến tranh Bosnia. Nghiên cứu gần đây khám phá ra con số người chết vào khoảng 100.000–110.000 và con số người mất nhà cửa là hơn 2,2 triệu, khiến cho đây trở thành cuộc xung đột tàn phá nhất châu Âu kể từ khi kết thúc Thế chiến II.

## Liên bang Nam Tư tan rã
Chiến tranh xảy ra tại Bosna và Hercegovina là kết quả của sự tan rã Liên bang Nam Tư. Khủng hoảng bùng nổ ở Nam Tư cùng với sự suy yếu của hệ thống Cộng sản vào cuối thời kỳ Chiến tranh Lạnh. Ở Nam Tư, đảng Cộng sản quốc gia, có tên chính thức là Liên minh hay Liên đoàn Cộng sản Nam Tư, đang mất dần sức mạnh lý tưởng, trong khi các ý thức về chủ nghĩa quốc gia và chủ nghĩa ly khai đang dần hình thành vào cuối thập niên 1980. Điều này dễ nhận thấy đặc biệt là ở Serbia, Croatia và Bosna, và cũng không kém phần sôi nổi là ở Slovenia và Cộng hòa Macedonia.
Tháng 3, 1989, khủng hoảng ở Nam Tư ngày càng trầm trọng hơn sau khi một tu chính hiến pháp Serbia được thông qua tại cho phép chính phủ cộng hòa Serbia áp đặt quyền lực hiệu quả hơn đối với các tỉnh tự trị Kosovo và Vojvodina. Cho tới thời điểm đó, việc ra quyết định này không bị ảnh hưởng của các thế lực bên ngoài. Mỗi khu vực đều có một phiếu bầu tại cấp liên bang của Nam Tư. Serbia, dưới thời tổng thống Slobodan Milošević, có được ba trong tám phiếu trong liên bang Nam Tư. Cộng thêm lá phiếu từ Montenegro, do đó Serbia có ảnh hưởng quyết định lên các dự luật của chính phủ liên bang. Điều này đi ngược lại quyền lợi của các nước cộng hòa khác khi họ kêu gọi cải cách Liên bang Nam Tư.
Tại Hội nghị Đặc biệt lần thứ 14 của Liên đoàn Cộng sản Nam Tư diễn ra vào ngày 20 tháng 1 năm 1990, các đại biểu từ các nước cộng hòa không thể đi đến thống nhất về các vất đề chính trong liên bang Nam Tư. Kết quả là, các đại biểu Slovenia và Croatia rời khỏi hội nghị. Đoàn đại biểu Slovenia, dẫn đầu bởi Milan Kučan đã yêu cầu các thay đổi dân thủ và một liên bang ít ràng buộc hơn, trong khi đại biểu Serbia, dẫn đầu bởi Milošević, chống lại ý kiến này. Điều này được coi như là điểm khởi đầu của việc chấm dứt sự tồn tại Liên bang Nam Tư.
Hơn nữa, các đảng chủ nghĩa quốc gia lúc đó đã giành được quyền lực ở các cộng hòa của họ. Trong số đó, Liên minh Dân chủ Croatia do Franjo Tuđman đứng đầu là phe nhóm nổi bật nhất. Ngày 22 tháng 12 năm 1990, Quốc hội Croatia thông qua Hiến pháp mới dẫn đến việc lấy đi một số quyền của người Serb vốn có được từ Hiến pháp Chủ nghĩa xã hội trước đó. Điều này đã tạo nền tảng cho hành động của những người quốc gia chủ nghĩa trước người Serb sống tại Croatia. Gần tới thời điểm thực thi hiến pháp mới, Slovenia và Croatia bắt đầu tiến tới độc lập, và dẫn tới một cuộc xung đột vũ trang ngắn ngủi tại Slovenia, và chiến tranh trên khắp lãnh thổ Croatia tại những vùng có số đông người Serb sinh sống.

## Tình hình trước chiến tranh ở Bosna và Hercegovina
Trong lịch sử Bosna và Hercegovina là một nhà nước đa sắc tộc. Theo thống kê dân số năm 1991, 44 phần trăm dân số tự coi họ là người Hồi giáo (Bosniak), 31 phần trăm là người Serb và 17 phần trăm là người Croat, với 6 phần trăm tự coi họ là người Nam Tư.
Trong cuộc bầu cử đa đảng đầu tiên diễn ra vào tháng 11 năm 1990 ở Bosna và Hercegovina, ba đảng quốc gia chủ nghĩa lớn nhất đã chiến thắng là Đảng Hành động Dân chủ, Đảng Dân chủ Serbia và Liên minh Dân chủ Croatia.
Các đảng phân chia các vị trí quyền lực theo sắc tộc với Tổng thống Cộng hòa Xã hội chủ nghĩa Bosna và Hercegovina là người Bosniak, chủ tịch Quốc hội là người Serb và Thủ tướng là người Croat.

### Hiệp ước Karađorđevo

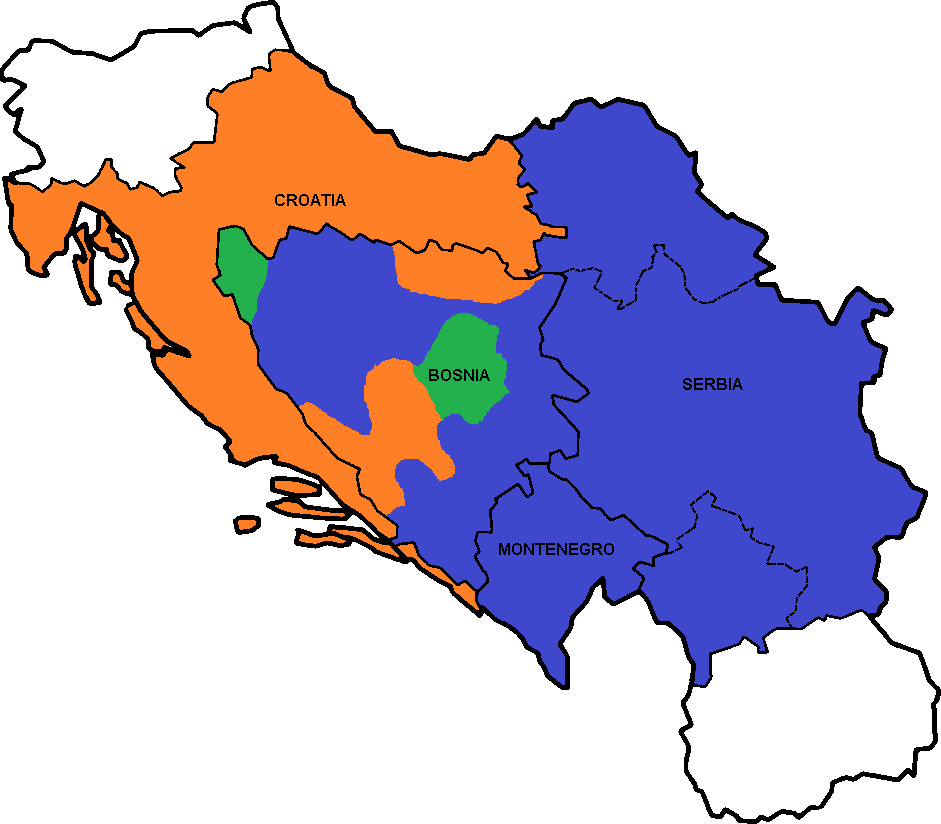
Bản đồ theo hiệp ước Karađorđevo năm 1991.

Các cuộc thảo luận giữa Franjo Tuđman và Slobodan Milošević bao gồm "...sự ly khai Bosna và Hercegovina khỏi Serbia và Croatia." diễn ra vào đầu tháng 3 năm 1991 được biết đến như là hiệp định Karađorđevo. Theo sau sự kiện tuyên bố độc lập của Cộng hòa Bosna và Hercegovina, người Serb ở B&H với sự trợ giúp từ Serbia, đã tấn công các khu vực khác nhau của đất nước. Sự điều hành từ phía nhà nước Bosna và Hercegovina vốn hiệu quả nay bị mất kiểm soát trên toàn bộ lãnh thổ. Người Serb muốn tất cả lãnh thổ nơi họ chiếm đa số bao gồm đông và tây Bosnia. Về phía người Croat và lãnh đạo của họ Franjo Tuđman cũng có toan tính cho riêng mình khi muốn đảm bảo ảnh hưởng lên các vùng của Bosna và Hercegovina cho phía Croatia. Chính sách của Cộng hòa Croatia và lãnh đạo của nước này là Franjo Tuđman đối với Bosna và Hercegovina là chưa bao giờ rõ ràng và luôn luôn bao gồm cả mục tiêu tối thượng của Franjo Tuđman là mở rộng biên giới Croatia. Các cộng đồng Bosniak lại trở thành các mục tiêu dễ dàng, vì các lực lượng chính phủ Bosnia được trang bị nghèo nàn và không được chuẩn bị cho một cuộc chiến tranh.

### Sự thành lập của Cộng hòa Herzeg-Bosnia của người Croatia

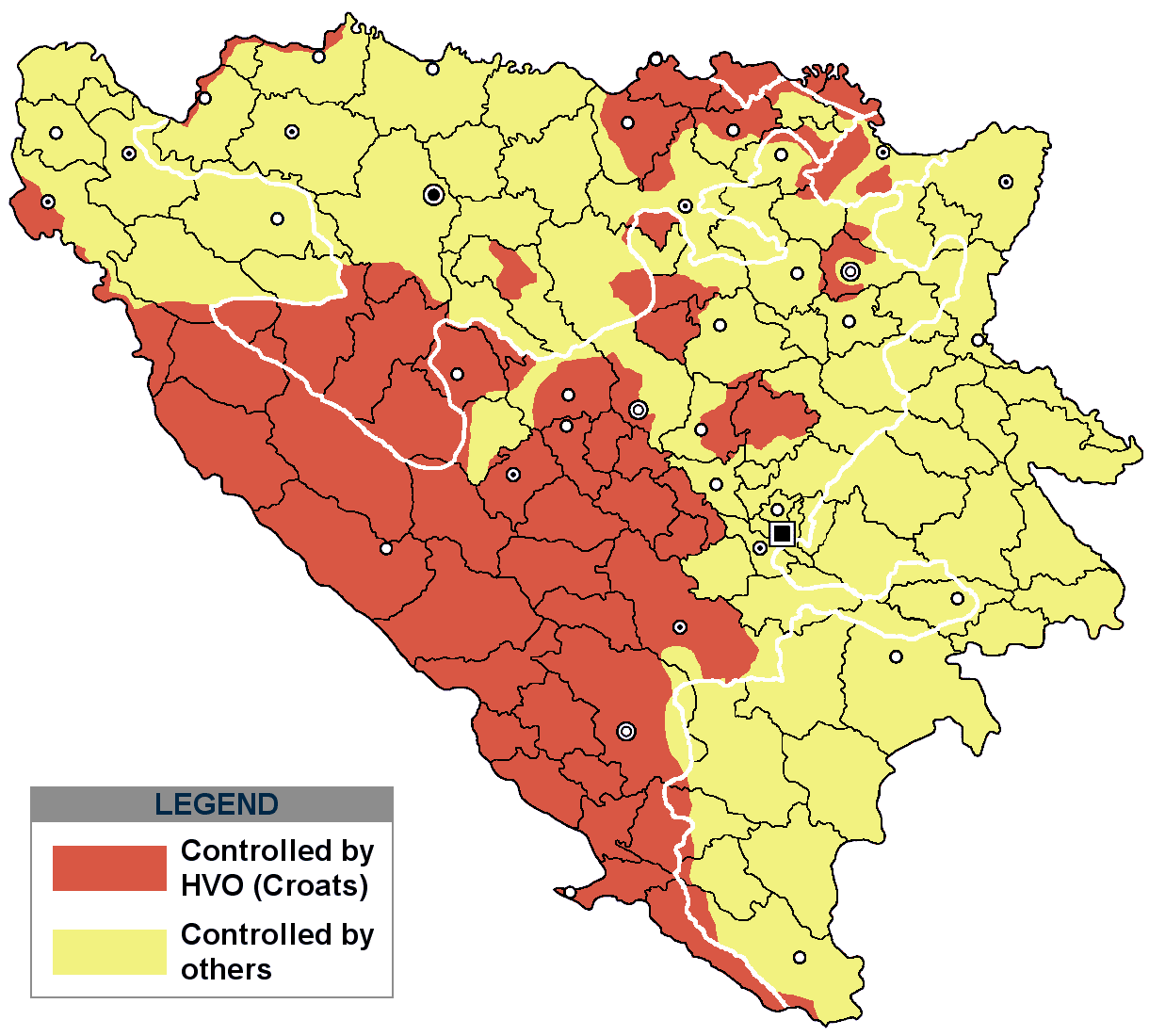
Các khu vực do Hvo kiểm soát có màu lam

Mục tiêu của những người chủ nghĩa quốc gia đến từ Croatia được chia sẻ bởi những người chủ nghĩa quốc gia Croat ở Bosna và Hercegovina. Đảng cầm quyền ở Cộng hòa Croatia là Liên minh Dân chủ Croatia (HDZ), tổ chức và điều hành một nhánh của đảng này ở Bosna và Hercegovina. Đến cuối năm 1991, các thành phần quá khích của đảng này, dưới sự lãnh đạo của Mate Boban, Dario Kordić, Jadranko Prlić, Ignac Koštroman và các lãnh đạo địa phương như Anto Valenta, cùng với sự hỗ trợ của Franjo Tuđman và Gojko Šušak, đã nắm quyền và điều hành hiệu quản đảng này. Việc này trùng hợp với thời điểm nóng bỏng của chiến tranh giành độc lập Croatia. Ngày 18 tháng 11 năm 1991, chi nhánh của đảng này ở Bosna và Hercegovina, tuyên bố sự hiện diện của Cộng hòa Herzeg-Bosnia của người Croatia, như là một thực thể độc lập về "chính trị, văn hóa, kinh tế và toàn thể lãnh thổ", nằm trên phần lãnh thổ của Bosna và Hercegovina.

### Sự thành lập của Cộng hòa Bosna và Hercegovina của người Serbia

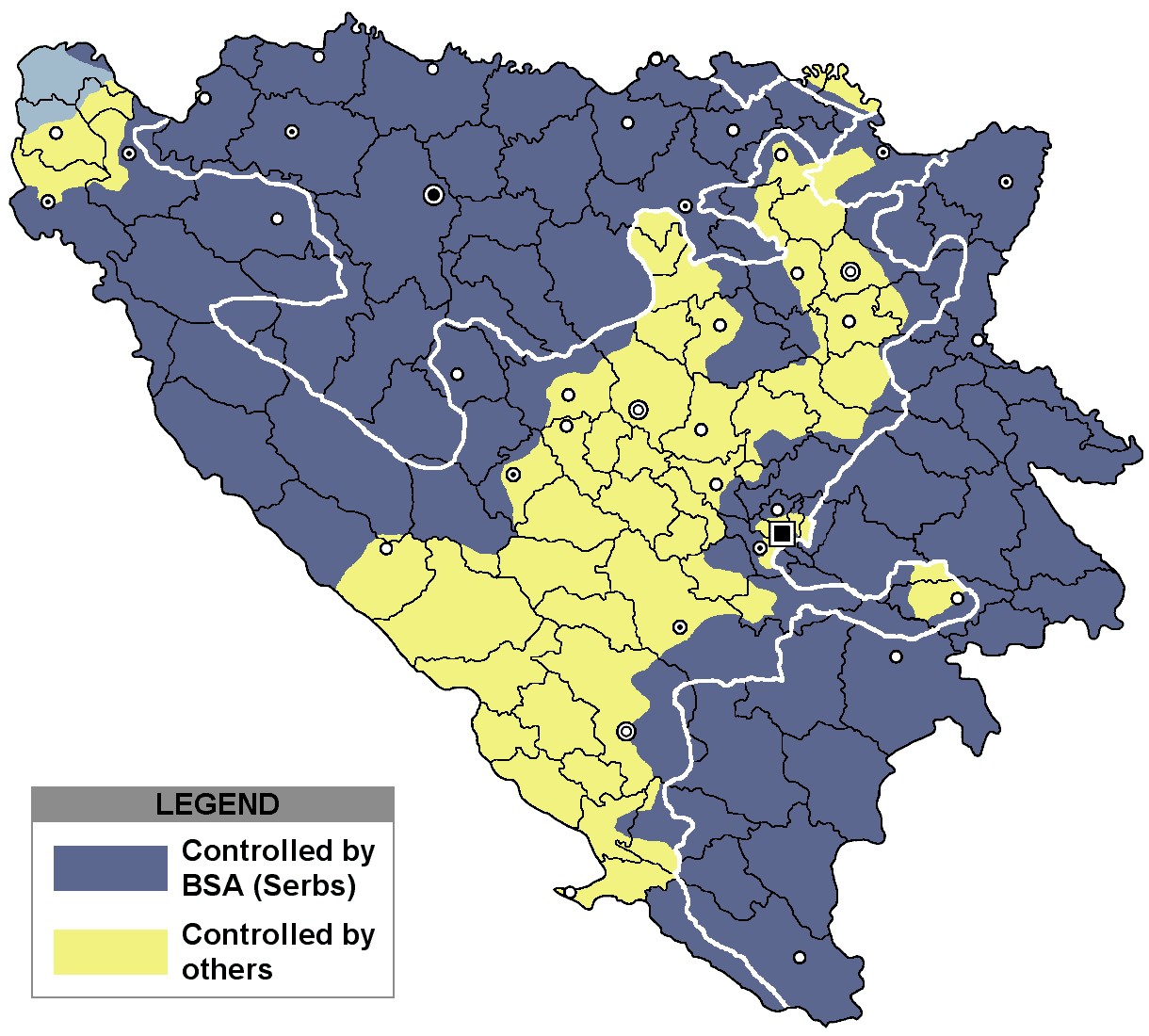
Các khu vực do BSa kiểm soát có màu đỏ

Các thành viên người Serb nằm trong quốc hội, chủ yếu thuộc về Đảng Dân chủ Serb, nhưng cũng bao gồm một số đại diện của đảng khác (vốn lập nên "Cuộc họp kín của các Thành viên Quốc hội Độc lập"), rời bỏ tòa nhà quốc hội trung tâm ở Sarajevo, và thành lập Hội đồng Quốc gia Republika Srpska vào ngày 24 tháng 10 năm 1991, sự kiện này đánh dấu sự kết thúc của liên minh ba sắc tộc được bầu để điều hành chính phủ vào năm 1990. Hội đồng này đã thành lập Cộng hòa Bosna và Hercegovina của người Serb ngày 9 tháng 1 năm 1992, sau trở thành Republika Srpska vào tháng 8 năm 1992.

### Trưng cầu ý dân về độc lập ở Bosna và Hercegovina
Sau khi Slovenia và Croatia tuyên bố độc lập khỏi Liên bang Cộng hòa Xã hội chủ nghĩa Nam Tư vào năm 1991, Bosna và Hercegovina cũng đã tổ chức một cuộc trưng cầu ý dân. Quyết định của Quốc hội Cộng hòa Bosna và Hercegovina về việc tổ chức trưng cầu dân ý được đưa ra sau khi đa số thành viên người Serb đã rời bỏ hội trường để phản đối. Vì Hiến pháp yêu cầu cần có một sự giàn xếp giữa các đại diện thuộc ba nhóm dân tộc (Bosniak, Serb, và Croat) để ra một quyết định như vậy, nên người Serb ở Bosnia coi cuộc trưng cầu dân ý là vi hiến và không hợp pháp.
Các thành viên hội đồng Serb Bosnia kêu gọi dân cư Serb tẩy chay cuộc trưng cầu dân ý diễn ra vào ngày 29 tháng 2 và 1 tháng 3 năm 1992. Phần trăm dân số tham gia trưng cầu dân ý là 63,4 phần trăm, với 99,7 phần trăm cử tri tham gia đồng ý độc lập (điều này chỉ rằng phần dân số Serb Bosnia, vốn chiếm khoảng 34% dân số, phần lớn đã tẩy chay cuộc trưng cầu dân ý). Việc tuyên bố độc lập diễn ra ngày 5 tháng 3 năm 1992 bởi quốc hội. Cuộc trưng cầu dân ý trở thành cái cớ để lãnh đạo chính trị người Serb bắt đầu phong tỏa đường sá để phản đối.

### Kế hoạch Carrington-Cutileiro
Hiệp định Lisbon, còn được biết đến với cái tên kế hoạch Carrington-Cutileiro, theo tên người tạo ra là Peter Carrington và Đại sứ Bồ Đào Nha José Cutileiro, được ký kết từ hội nghị Cộng đồng Kinh tế Âu châu diễn ra vào tháng 9 năm 1991 trong một nỗ lực nhằm ngăn chặn Bosna và Hercegovina rơi vào chiến tranh. Hiệp định này đưa ra giải pháp chia sẻ quyền lực trên tất cả các cấp quản lý hành chính và uỷ thác quyền của chính phủ trung ương cho các cộng đồng sắc tộc địa phương. Tuy nhiên tất cả các tỉnh của Bosna và Hercegovina sẽ được phân loại thành các khu vực của người Bosniak, Serb hay Croat theo kế hoạc bất chấp sự chiếm đa số của một sắc tộc nào đó tại khu vực chưa rõ ràng.
Ngày 18 tháng 3 năm 1992, tất cả ba bên đã ký kết hiệp định; Alija Izetbegović đại diện cho người Bosniak, Radovan Karadžić cho người Serb và Mate Boban cho người Croat.
Tuy nhiên ngày 28 tháng 3 năm 1992, Izetbegović, sau khi gặp đại sứ Hoa Kỳ ở Nam Tư là Warren Zimmermann tại Sarajevo, đã tuyên bố rút lại chữ ký và chống lại bất kỳ kiển phân chia sắc tộc nào ở Bosnia.
 Việc này xuất phát từ người nào vẫn là điều bí ẩn. Trong khi Zimmerman bác bỏ mọi lời đồn đoán cho rằng ông đã nói Izetbegovic nếu ông này rút lại chữ ký của mình, Hoa Kỳ sẽ công nhận Bosnia là một quốc gia độc lập. Nhưng điều vẫn còn gây tranh cãi là Izetbegovic, vào cùng ngày đã rút chữ ký và không thừa nhận hiệp định.

### Lệnh cấm vận vũ khí
Mgày 25 tháng 9 năm 1991 Hội đồng Bảo an Liên hiệp quốc đã thông qua Nghị quyết 713 thúc đẩy một lệnh cấm vận vũ khí trên tất cả các vùng đất thuộc Nam Tư cũ. Lệnh cấm vận đã tác động tới Quân đội Cộng hoà Bosna và Hercegovina nhiều nhất vì Serbia được thừa hưởng phần lớn kho vũ khí của Liên bang Nam Tư cũ, trong khi quân đội Croatia có thể buôn lậu vũ khí từ bờ biển dài của nước này. Hơn 55 phần trăm kho vũ khí và các trại lính của Nam Tư cũ nằm ở Bosnia tại các khu vực địa hình đồi núi của nước này, nhằm lường trước một cuộc chiến tranh du kích, nhưng nhiều trong số các nhà máy lại nằm dưới quyền kiểm soát của Serbia (như nhà máy UNIS PRETIS ở Vogošća), và các nhà máy khác không thể hoạt động do thiếu điện và nguyên liệu thô. Chính phủ Bosnia vận động để dỡ bỏ lệnh cấm vận nhưng bị Vương quốc Anh, Pháp và Nga phản đối. Các đề nghị của Hoa Kỳ là theo đuổi chính sách được biết đến với cái tên lift and strike. Quốc hội Hoa Kỳ đã thông qua hai nghị quyết kêu gọi gỡ bỏ lệnh cấm vận nhưng cả hai đều bị phủ quyết bởi Tổng thống Bill Clinton do lo sợ tạo ra sự rạn nứt giữa Hoa Kỳ và các quốc gia trên. Tuy nhiên, Hoa Kỳ đã sử dụng cả hai con đường vận chuyển bằng máy bay C-130 "black" và chính sách back channel bao gồm các nhóm Hồi giáo để buôn lậu vũ khí cho lực lượng chính phủ Bosnia ngang qua Croatia.

## Diễn biến cuộc chiến

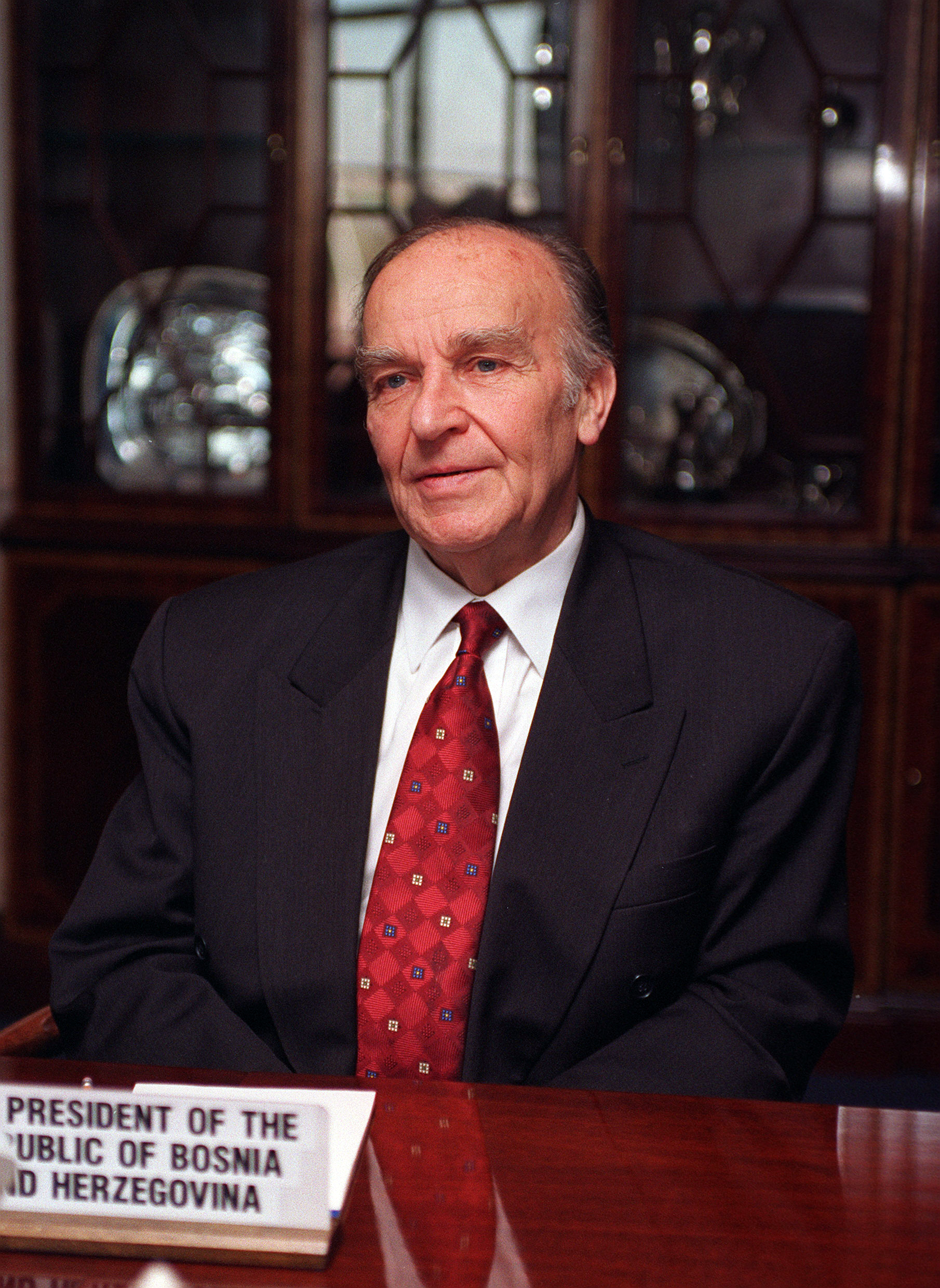
Alija Izetbegović trong chuyến đi thăm Hoa Kỳ vào năm 1997.

Quân đội Nhân dân Nam Tư (JNA) đã chính thức rời khỏi Bosna và Hercegovina vào ngày 12 tháng 5 năm 1992 một thời gian ngắn sau khi nền độc lập của nước này được tuyên bố vào tháng 4 năm 1992. Tuy nhiên, phần lớn các hệ thống chỉ huy, vũ khí và các nhân viên quân sự cao cấp bao gồm tướng Ratko Mladić, vẫn ở lại Bosna và Hercegovina trong Quân đội Republika Srpska. Người Croat tự tổ chức lực lượng quân sự phòng vệ cho riêng họ được gọi là Hội đồng Phòng vệ Croatia (Hrvatsko Vijeće Obrane, HVO) với tư các là lực lượng vũ trang của thực thể tự phong Herzeg-Bosnia. Còn người Bosniak được tập trung trong tổ chức Quân đội Cộng hoà Bosna và Hercegovina (Armija Republike Bosne i Hercegovine, Armija RBiH). Ban đầu, quân đội này có một số lượng người không thuộc chủng tộc Bosniak (khoảng 25 phần trăm), đặc biệt là thuộc Quân đoàn số 1 đóng ở Sarajevo. Sefer Halilović, Tham mưu trưởng lực lượng Phòng vệ Lãnh thổ Bosnia, đã khẳng định vào tháng 6 năm 1992 rằng lực lượng của ông bao gồm 70 phần trăm là người Hồi giáo, 18 phần trăm là người Croat và 12 phần trăm là người Serb. Tỉ lệ binh lính người Serb và Croat trong quân đội Bosnia đặc biệt cao tại các thành phố như Sarajevo, Mostar và Tuzla. Phó chỉ huy tại Bộ chỉ huy Quân đội Bosnia là tướng Jovan Divjak, viên chức người Serb cao cấp nhất Quân đội Bosnia. Tướng Stjepan Šiber, một người Croat là phó chỉ huy thứ hai. Tổng thống Izetbegović cũng chỉ định Đại tá Blaž Kraljević, chỉ huy Lực lượng Phòng vệ Croatia ở Herzegovina, trở thành một thành viên bênt trong Bộ chỉ huy Quân đội Bosnia, bảy ngày trước Kraljević bị ám sát, những việc làm này nhằm làm dung hoà sự đa sắc tộc trong lượng lượng quân sự của Bosnia. Tuy nhiên sự đa dạng chủng tộc trong quân đội đã giảm dần theo diễn tiến của cuộc chiến.
Các đơn vị bán quân sự khác nhau đã tham gia vào chiến tranh Bosnia: người Serb có "Những con Đại bàng Trắng" (Beli Orlovi), "Những con Hổ" của Arkan, "Vệ binh Tình nguyện Serbia" (Srpska Dobrovoljačka Garda), Bosnia có "Liên minh Ái quốc" (Patriotska Liga) và "Beret Lục" (Zelene Beretke), và "Lực lượng Phòng vệ Croatia" (Hrvatske Obrambene Snage) của người Croatia, vân vân. Các lực lượng bán quân sự người Serb và Croat còn bao gồm cả những người tình nguyện đến từ Serbia và Croatia, và được sự hỗ trợ của các đảng chính trị quốc gia chủ nghĩa ở nước họ. Cái cớ họ đưa ra cho sự can thiệp này là có sự hiện diện của cảnh sát mật Serbia và Croatia trong cuộc xung đột. Các lực lượng Cộng hoà Bosna và Hercegovina được chia thành 5 quân đoàn. Quân đoàn 1 hoạt động ở khu vực Sarajevo và Gorazde trong khi Quân đoàn 5 mạng hơn đóng ở tây Bosanska Krajina, hợp tác với các đơn vị HVO trong và xung quanh Bihać.
Người Serb nhận được sự trợ giúp từ những chiến binh Slavic Cơ Đốc đến từ các nước khác bao gồm Nga. Các quân tình nguyên Hi Lạp thuộc Vệ binh Tình nguyện Hi Lạp được ghi nhận là đã tham gia vào Thảm sát Srebrenica, với lá cờ Hi Lạp được kéo lên ở Srebrenica khi thị trấn rơi vào tay người Serb.
Một số chiến binh cực đoan phương Tây cũng như một số đông các cá nhân từ các khu vực văn hoá theo đạo Cơ Đốc phương Tây đã chiến đấu như những người tình nguyện cho người Croat bao gồm những kẻ Tân Phát xít đến từ Đức và Áo. Điển hình là tên Tân Phát xít người Thuỵ Điển Jackie Arklöv đã bị cáo buộc tội ác chiến tranh khi trở về Thuỵ Điển. Sau này hắn đã thừa nhận phạm tội các chiến tranh đối với dân thườong Hồi giáo Bosnia ở các trại của Croatia Heliodrom và Dretelj trong vai trò một thành viên của lực lượng Croatia.

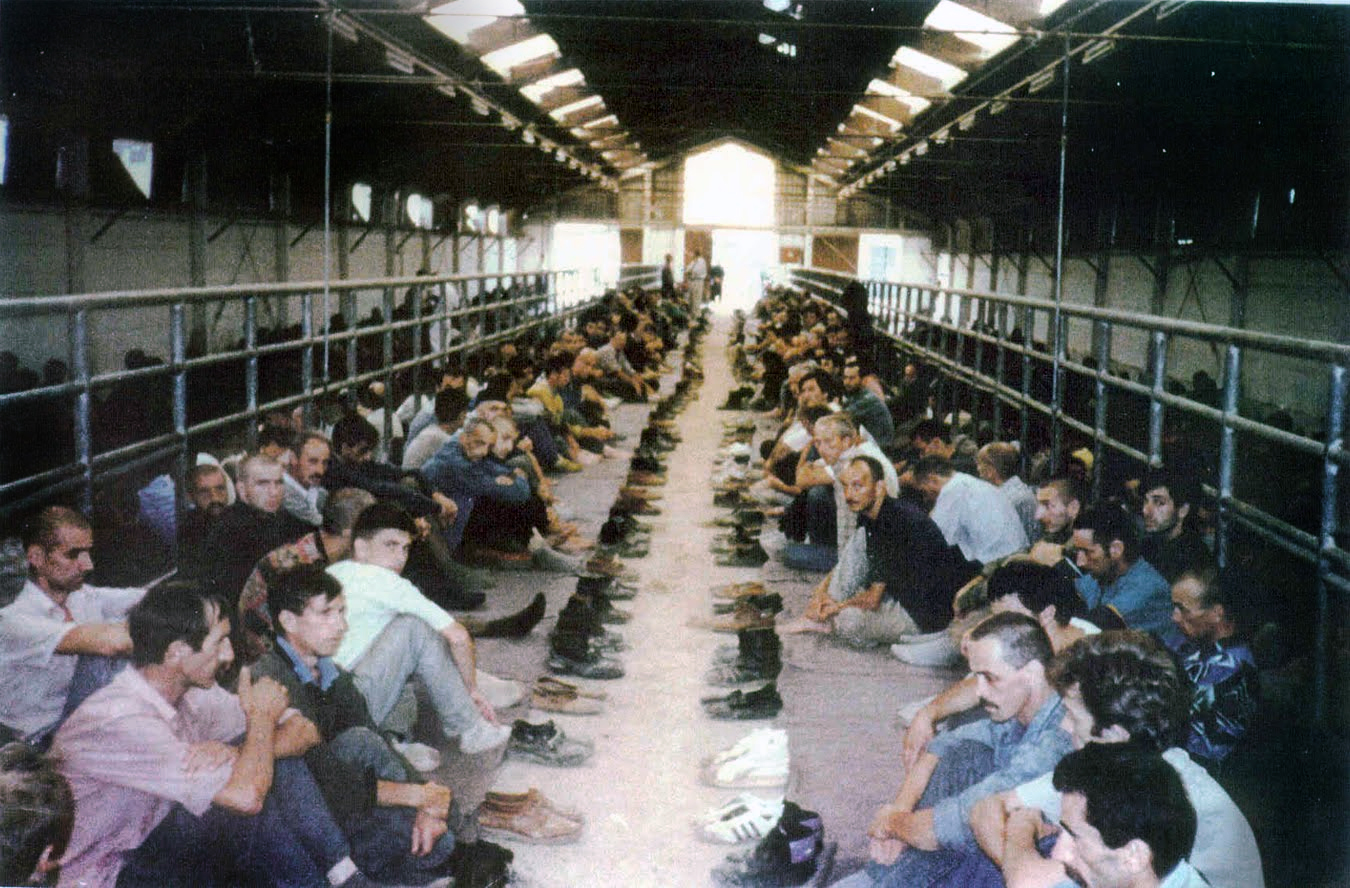
Trại Manjača, 1992

Người Bosnia nhận được sự ủng hộ từ các nhóm Hồi giáo. Theo một số báo cáo phi chính phủ từ Hoa Kỳ, đã có vài trăm Vệ binh Cách mạng Hồi giáo Iran trợ giúp chính phủ Bosnia trong chiến tranh.
Vào thời điểm nổ ra chiến tranh Bosnia, lực lượng người Serb đã tấn công thường dân Hồi giáo Bosnia ở Đông Bosnia. Một khi các thị trấn và làng mạc nằm trong tay các lực lượng Serb bao gồm quân sự, cảnh sát và bán quân sự và thỉnh thoảng có cả các dân làng Serb – họ sẽ áp dụng một biện pháp rập khuôn như sau: nhà cửa và các căn hộ bị cướp phá và thiêu rụi một các có hệ thống, thường dân bị bố ráp hay bắt giữ và thỉnh thoảng bị đánh hay giết trong tiến trình. Đàn ông và phụ nữ được tách riêng, với nhiều người đàn ông trong số đó bị giết hoặc giam giữ trong các trại tập trung. Phụ nữ bị giam trong các trung tâm khác nhau nơi họ phải sống trong các điều kiện vệ sinh không thể chịu đựng được, họ còn bị phân biệt đối xử và bị cưỡng hiếp nhiều lần. Các binh lính và cảnh sát người Serb sẽ đến những trung tâm giam giữ này, chọn một hay nhiều phụ nữ đem họ về và cưỡng hiếp. Người Serb chiếm được ưu thế hơn vì họ được trang bị vũ khí tốt hơn (mặc dù ít người hơn) cung cấp bởi Quân đội Nhân dân Nam Tư và họ đã thiếp lập quyền kiểm soát trên hầu hết khác khu vực nơi người Serb chiếm số đông nhưng cũng ở cả các khu vực họ chiếm thiểu số ở nông thôn và thành thị ngoại trừ các thị trấn lớn như Sarajevo và Mostar. Các lãnh đạo quân sự và chính trị Serb, đã bị cáo buộc phạm tội ác chiến tranh được khẳng định bởi các phiên toà của ICTY.
Phần lớn thủ đô Sarajevo được kiểm soát chủ yếu bởi người Bosniak, mặc dù trên chính thức chính phủ Cộng hoà Bosna và Hercegovina tiếp tục thực hiện bổn phận phân chia quyền lực theo sắc tộc. Trong thời gian 44 tháng bị bao vây, các hành động khủng bố chống lại các cư dân Sarajevo tuy khác nhau về mức độ, nhưng mục đích vẫn giống nhau: trừng phạt thường dân để buộc chính quyền Bosnia chấp nhận yêu cầu người Serb. Quân đội Republika Srpska xung quanh thành phố (ngoài ra lực lượng Serb đóng quanh Sarajevo được gọi là Vòng vây Sarajevo), đã triển khai binh lính và pháo các ngọn đồi xung quanh và đã trở thành cuộc bao vây dài nhất trong lịch sử chiến tranh hiện đại vốn kéo dài 4 năm. Xem Bao vây Sarajevo.
Nhiều hiệp định đình chiến được ký kết, và đã bị vi phạm nhiều lần khi một trong các bên cảm thấy thuận lợi nghiêng về phía mình. Liên Hiệp quốc đã liên tục cố gắng dàn xếp kết thúc chiến tranh nhưng không thành công qua Kế hoạch hoà bình Vance-Owen vẫn không có kết quả.

#### 1992

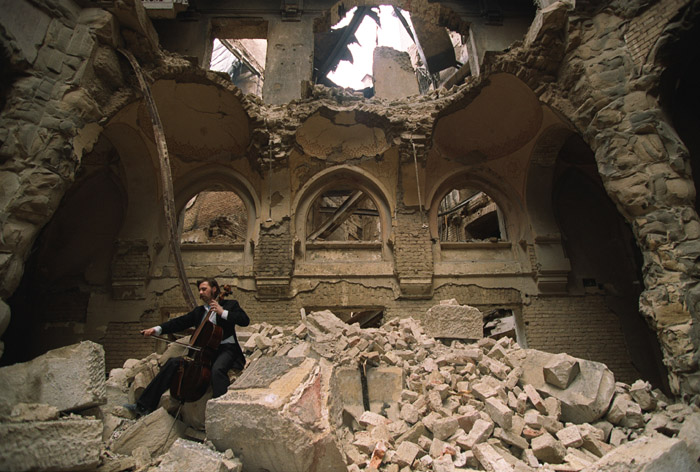
Vedran Smailovic đang chơi đàn trong một toà nhà bị phá huỷ thuộc Thư viện Quốc gia ở Sarajevo, 1992.

Thương vong đầu tiên ở Bosna và Hercegovina là một điểm bất hoà giữa người Bosniak, Croat và Serb. Người Bosniak và Croat cho rằng thương vong đầu tiên của chiến tranh sau khi tuyên bố độc lập là Suada Dilberović và Olga Sučić, hai người này bị bắn bởi một tay súng Serb không rõ danh tính trong một cuộc diễu hành hoà bình vào ngày 5 tháng 4 ở khách sạn Holiday Inn do Đảng Dân chủ Serbia kiểm soát Còn người Serb coi Nikola Gardović, cha của một chú rể bị giết chết trong một đám cưới người Serb vào ngày thứ hai của cuộc trưng cầu dân ý, 1 tháng 3 năm 1992 ở thị trấn lâu đời Baščaršija của Sarajevo là nạn nhân đầu tiên của chiến tranh.
Ngày 19 tháng 9 năm 1991, Quân đội Nhân dân Nam Tư (JNA) điều động thêm binh lính đến khu vực xung quanh thành phố Mostar, việc này đã bị chính quyền địa phương phản đối công khai. Ngày 13 tháng 10 năm 1991 tổng thống tương lai của Republika Srpska, Radovan Karadžić bày tỏ quan điểm của ông về tương lai của Bosnia và người Hồi giáo Bosnia: "Trong vài ngày, Sarajevo sẽ ra đi và sẽ có năm trăm ngàn người chết, trong một tháng người Hồi giáo sẽ bị xoá sổ ở Bosna và Hercegovina". 
Radovan Karadzic, cựu tổng thống Republika Srpska, nói trước Hội đồng Republika Srpska, tháng 5, 10–11, 1994.
Ngày 7 tháng 1 năm 1992, các thành viên người Serb của Hội đồng Thành phố Prijedor và các chủ tịch của các Ủy ban Thị trấn thuộc Đảng Dân chủ Serbia tuyên bố thành lập Hội đồng Nhân dân Thành phố Prijedor Serbia và thi hành các chỉ dẫn bí mật được đưa ra trước đó vào ngày 19 tháng 12 năm 1991. Chỉ thị "Tổ chức và Hoạt động của Các bộ phận Nhân dân Serbia ở Bosna và Hercegovina trong các trường hợp đặc biệt" đưa ra một kế hoạch cho SDS nắm lấy các khu đôi thị ở BiH, nó cũng bao gồm các kế hoạch cho việc thành lập Ban Khủng hoảng. Milomir Stakić, sau bị ICTY kết án tội ác chống lại loài người đối với dân thường Bosniak và Croat, vào thời điểm đó được bầu làm Chủ tịch Hội đồng. Mười ngày sau, 17 tháng 1 năm 1992, Hội đồng xác nhận sáp nhập lãnh thổ Serbia Thành phố Prijedor vào Vùng tự trị Bosnia Krajin nhằm tạo ra một nhà nước riêng biệt của người Serbia trong lãnh thổ sắc tộc Serbia.
Ngày 9 tháng 1 năm 1992, Hội đồng Serb Bosnia thông qua bản tuyên bố thành lập Cộng hoà Bosna và Hercegovina của người Serbia ("SR BiH"). Ngày 28 tháng 2 năm 1992, Hiến pháp của SR BiH tuyên bố lãnh thổ của Cộng hoà bao gồm "lãnh thổ của Các tỉnh và Khu vực tự trị Serbia và các thực thể Serbia ở Bosna và Hercegovina, bao gồm cả những khu vực mà người Serbia chỉ chiếm thiểu số do diệt chủng trong Thế chiến II" và đã được tuyên bố là một phần của Nam Tư. Ngày 12 tháng 8 năm 1992, tên của SR BiH được đổi thành Republika Srpska ("RS").
Trong các tháng 3, 4, 5 năm 1992 các cuộc tấn công dữ dội diễn ra ở đông Bosnia cũng như phần tây bắc của nước này. Trong tháng 3, các cuộc tấn công thực hiện bởi các lãnh đạo SDS, cùng với các sĩ quan chiến trường thuộc Bộ chỉ Huy Hai trong Quân đội Nhân dân Nam Tư cũ, diễn ra ở phần phía đông của nước này nhằm chiếm các vị trí chiến lược để thực hiện việc ngăn chặn thông tin liên lạc. Các cuộc tấn công đã dẫn đến thiệt hại lớn cho dân thường.

##### Chiến dịch tiêu diệt sắc tộc năm 1992 ở Đông Bosnia
Ban đầu, lực lượng người Serb tấn công các cư dân không phải Serb ở Đông Bosnia. Sau đó họ thực hiện các hoạt động khủng bố và tàn sát các sắc tộc.

##### Vùng Prijedor
Ngày 23 tháng 4 năm 1992, Đảng Dân chủ Serbia quyết định tất cả các đơn vị Serb ngay lập tức chiếm lấy tỉnh Prijedor trong một hành động phối hợp với JNA. Đến cuối tháng 4 năm 1992, một số lượng các trạm cảnh sát Serb bí mật được dựng nên trong tỉnh và hơn 1.500 người Serb được vũ trang sẵn sàng chiếm lấy tỉnh này.

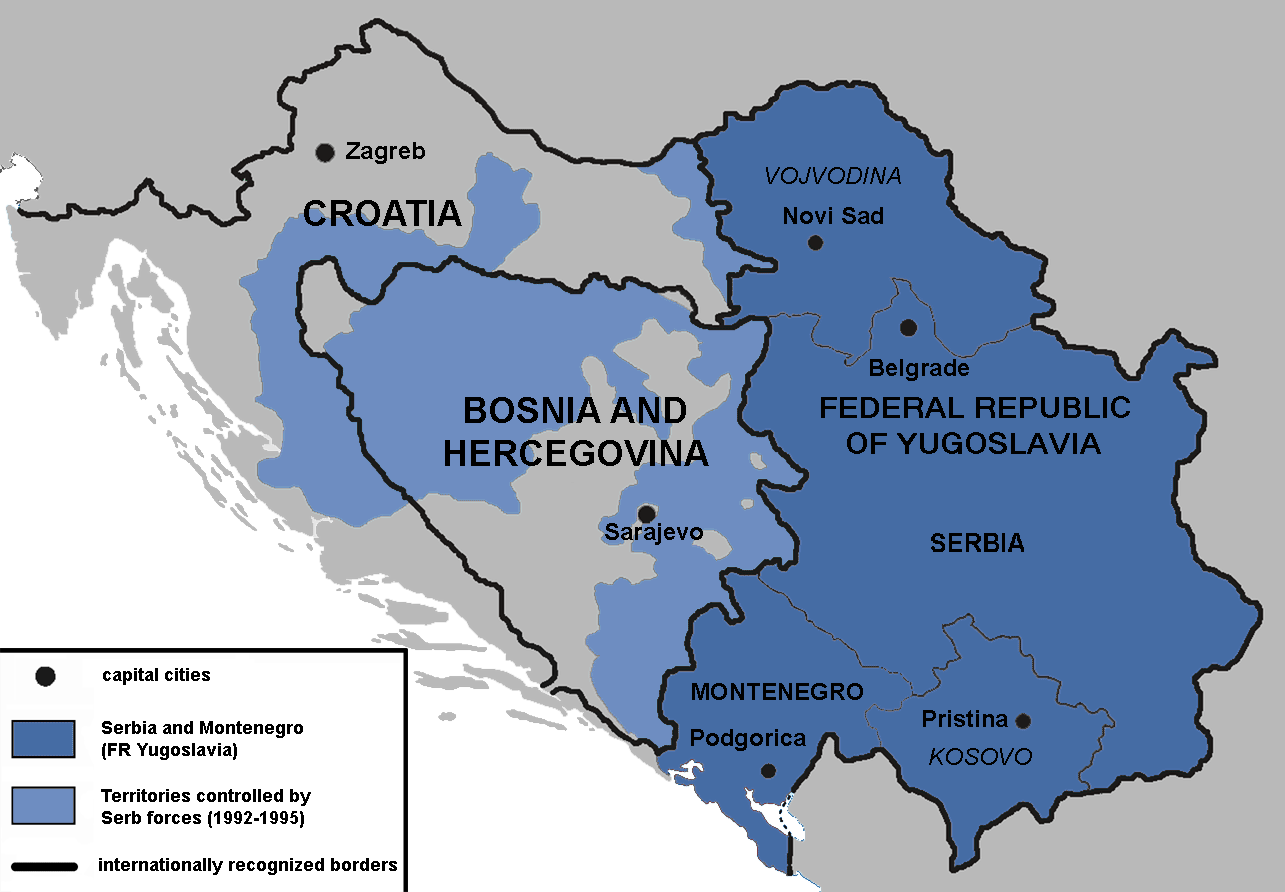
Lãnh thổ của Cộng hoà Bosna và Hercegovina và Cộng hoà Croatia dưới quyền kiểm soát của lực lượng Serbia. Toà án Tội ác Quốc tế ở Nam Tư cũ cáo buộc Slobodan Milošević đã "cố gắng thiết lập một Đại Serbia, là một nhà nước Serbia bao gồm cả những khu vực có đông người Serb sinh sống ở Croatia và Bosnia, và được thực thi bằng việc trục xuất những dân tộc không phải Serb ra khỏi các khu vực địa lý rộng lớn thông qua các tội ác.

Một bản tuyên bố về việc chuyển giao quyền lực được chuẩn bị bởi các chính trị gia Serb từ SDS, đã được phát liên tục trên đài phát thanh Prijedor một ngày sau khi nơi này bị chiếm. Trong đêm 29/30 tháng 4 năm 1992, việc thôn tính diễn ra. Những người lao động tại trạm an ninh công cộng và các cảnh sát trừ bị được tập hợp tại Cirkin Polje, là một phần của thị trấn Prijedor. Chỉ những người Serb hiện diện và một số họ mặc trang phục quân sự. Những người được trao nhiệm vụ chiếm quyền kiểm soát thị trấn chia làm năm nhóm. Mỗi nhóm có khoảng 20 người và một lãnh đạo, họ được yêu cầu chiếm cứ các toà nhà quan trọng. Một nhóm phụ trách toà nhà Hội đồng, một nhóm cho toà nhà trụ sở cảnh sát chính, một nhóm cho toà án, một nhóm cho ngân hàng và nhóm cuối cho bưu điện.
Chính quyền Serb đã thành lập các trại tập trung và quyết định người nào sẽ chịu trách nhiệm điều hành những nơi này. Nhà máy Keraterm được trưng dụng và biến thành trại tập trung vào khoảng 23/24 tháng 5 năm 1992. Phức hợp khai khoáng Omarska toạ lạc chác thị trấn Prijedor 20 km. Những tù nhân đầu tiên được đưa vô trại vào một thời điểm nào đó cuối tháng 5 năm 1992 (giữa 26 và 30 tháng 5). Theo tài liệu của chính quyền Serb từ Prijedor, đã có tổng cộng 3.334 người bị giam giữ trong trại từ ngày 27 tháng 5 đến 16 tháng 8 năm 1992. 3.197 trong số họ là người Bosniak (i.e. Hồi giáo Bosnia), 125 là người Croat. Trại Trnoplje được lập tại làng Trnoplje ngày 24 tháng 5 năm 1992. Trại được canh gác ở tất cả các mặt bởi quân đội Serb. Các ụ súng máy và các vị trí được vũ trang đầy đủ hướng các khẩu súng về phía trại. Đã có vài ngàn người bị giam giữ trong trại, đại đa số là người Hồi giáo Bosnia và một số là người Croat.
ICTY kết luận rằng việc chiếm quyền của các chính trị gia Serb là một hành động đảo chính bất hợp pháp, vốn được lên kế hoạch và phối hợp trong một thòi gian dài nhằm mục đích tối thượng là tạo ra một tỉnh thuần người Serbia. Những kế hoạc đã không bao giờ biến mất và được thực hiện một hành động phối hợp giữa cảnh sát, quân đội và các chính trị gia Serb. Một trong những nhân vật chủ chốt là Milomir Stakić, người đóng vai trò quan trọng trong đời sống chính trị của tỉnh này.
Quân đội Nhân dân Nam Tư do Serbia kiểm soát đã có thể kiểm soát ít nhất 60 phần trăm nước này trước ngày các sĩ quan và binh lính không phải đến từ Bosnia rút lui chính thứ là 19 tháng 5. Phần lớn ưu thế này có được là do sự thật rằng họ được vũ trang và tổ chức tốt hơn lực lượng của người Bosniak và Croat Bosnia. Các cuộc tấn công cũng bao gồm các khu vực có sự hoà lẫn giữa các sắc tộc. Doboj, Foča, Rogatica, Vlasenica, Bratunac, Zvornik, Prijedor, Sanski Most, Kljuc, Brčko, Derventa, Modrica, Bosanska Krupa, Bosanski Brod, Bosanski Novi, Glamoc, Bosanski Petrovac, Cajnice, Bijeljina, Višegrad, và nhiềm phần của Sarajevo đề là những khu vực người Serb thiết lập quyền kiểm soát và trục xuất người Bosniak và Croat. Cả ở những khu vực mà người Serb sống rải rác và đa số dân thuần nhất không phải chủng tộc Serb như Banja Luka, Bosanska Dubica, Bosanska Gradiska, Bileca, Gacko, Han Pijesak, Kalinovik, Nevesinje, Trebinje, Rudo cũng diễn ra việc trục xuất. Tương tự ở các khu vực trung tâm Bosna và Hercegovina (Sarajevo, Zenica, Maglaj, Zavidovici, Bugojno, Mostar, Konjic, vân vân.) chứng kiến làn sóng di cư của người Serb vào các khu vực do người Serb nắm giữ ở Bosna và Hercegovina.
Tháng 6, 1992, Lực lượng Bảo an của Liên hiệp quốc vốn được triển khai tại Croatia đã mở rộng vai trò tới Bosna và Hercegovina, nhằm mục đích ban đầu là bảo vệ sân bay Quốc tê Sarajevo. Tháng 9, vai trò của UNPROFOR được mở rộng cho sứ mạng trợ giúp nhân đạo và phân phát cứu trợ ở khắp Bosna và Hercegovina, cũng như giúp bảo vệ dân thường tị nạy khi được yêu cầu bởi Ủy ban Chữ thập đỏ Quốc tế.

##### Hội đồng Phòng vệ Croat can thiệp vào trung tâm Bosnia
Bị thúc bách và kiềm nén bởi lực lượng Serb vũ trang hùng hậu ở Bosnia-Herzegovina và Croatia, lực lượng chính của người Croat - HVO (Hội đồng Phòng vệ Croatia) chuyển trọng trâm chính vào việc bảo vệ những khu vực của họ ở Bosnia khỏi lực lượng Serb đang cố gắng chiếm lấy những lãnh thổ còn lại trong tay Quân đội Bosnia. Điều này được cho là do việc ký kết hiệp định Karađorđevo (tháng 3 năm 1991) được thực hiện bởi các tổng thống Slobodan Milošević và Franjo Tuđman nhằm phân chia Bosnia giữa Croatia và Serbia.
Để thực hiện việc này, các lực lượng HVO sẽ vừa phải đàn áp những người bất đồng quan điểm trong Lực lượng Phòng vệ Croatia (HOS) và đánh bại Quân đội Bosnia, nhằm đạt được những lãnh thổ nằm trong tay chính phủ Bosnia mà họ muốn. HVO phối hợp cùng với quân đội Cộng hoà Croatia và nhận được sự ủng hộ vật chất từ người Serb, đã tấn công dân thường Bosniak ở Herzegovina và trung tâm Bosnia bắt đầu diệt trừ sắc tộc ở lãnh thổ của người Bosniak.
Phong trào Graz diễn ra vào tháng 5 năm 1992 đã khoét sâu hơn sự chia rẽ bên trong cộng đồng Croat và tăng cường sức mạnh của các nhóm ly khai, vốn xung khắc với người Bosniak. Lãnh đạo một trong những nhóm ủng hộ người Croat là Blaž Kraljević, ông này đứng đầu nhóm vũ trang Lực lượng Phòng vệ Croatia (HOS), vốn có cương lĩnh thân Croatia nhưng không giống HVO nó được sự ủng hộ đông đảo từ người Bosniak.
Tháng 6, 1992 mọi sự chú ý chuyển sang Novi Travnik và Gornji Vakuf nơi mà Hội đồng Phòng vệ Croat (HVO) nỗ lực chiếm lấy nhưng bị chống trả quyết liệt.
Ngày 18 tháng 6 năm 1992 lực lượng Phòng vệ Lãnh thổ Bosnia ở Novi Travnik nhận được một tối hậu thư từ HVO bao gồm cả những yêu cầu bãi bỏ thể chế nhà nước Bosna và Hercegovina, thiết lập chính quyền Cộng đồng Croatia của Herzeg-Bosnia và đảm bảo liên minh với nhà nước này, đặt Lực lượng Lãnh thổ dưới quyền HVO và trục xuất những người tị nạn Hồi giáo, tất cả phải diễn ra trong vòng 24 giờ. Cuộc tấn công được tiến hành vào ngày 19 tháng 6. Trường tiểu học và Bưu điện bị tấn công và hư hại. Ban đầu Gornji Vakuf bị tấn công bởi người Croat 20 tháng 6 năm 1992, nhưng cuộc tấn công thất bại. (Xem: Diệt trừ sắc tộc ở Thung lũng Lašvaethnic)
Đa số các lực lượng Bosnia không được trang bị, chiến đấu trên hai mặt trận, đã đẩy lui người Croat và giữ được lãnh thổ trên mỗi mặt trận. Vào thời điểm đó vì vị trí địa lý của nước này, Bosnia được bao quang bởi các lực lượng Croat và Serb đến từ tất cả các hướng. Không có con đường nào để họ nhập khẩu vũ khí hoặc thực phẩm. Những thứ đã cứu Bosnia vào lúc đó là phức hợp Công nghiệp rộng lớn (Công nghiệp Thép và công nghiệp nặng) được chuyển đổi sang sản xuất vật tư quân sự.
Tháng 8, 1992, lãnh đạo HOS Blaž Kraljević bị giết chết bởi hai lính HVO, nhằm làm suy yếu trầm trọng các nhóm ôn hoà muốn duy trì liên minh giữa người alliance between Bosniak và Croats.
Tình hình trở nên nghiêm trọng vào tháng 10 năm 1992 khi các lực lượng Croat tấn công dân thường Bosniak ở Prozor thiêu huỷ nhà của họ và giết chết dân thường. Theo bản cáo trạng Jadranko Prlić, lực lượng HVO đã xoá sổ phần lớn người Hồi giáo đến từ thị trấn Prozor và vài ngôi làng xung quanh.
Tháng 10, 1992 người Serb chiếm thị trấn Jajce và trục xuất dân cư người Croat và Bosniak. Việc để mất thị trấn này chủ yếu là do thiếu sự hợp tác giữa hai sắc tộc Bosniak-Croat đặc biệt trong vòng bốn tháng trước sự kiện.

#### 1993
Ngày 8 tháng 1 năm 1993 người Serb giết chế thủ tướng được uỷ quyền của Bosnia là Hakija Turajlić sau khi ngăn đoàn hộ tống Liên Hiệp quốc đưa ông này đi từ sân bay. Ngày 15–16 tháng 5, 96 phần trăm người Serb bỏ phiếu bác bỏ kế hoạc Vance-Owen. Sau sự thất bại của kế hoạch hoà bịnh Wance-Owen, vốn dự định chia đất nước thành ba vùng sắc tộc riêng biệt, một cuộc xung đột đã nổ ra giữa người Bosniak và Croat về 30 phần trăm lãnh thổ Bosnia mà họ nắm giữ. Kế hoạch hoà bình trên là một trong những yếu tố dẫn đến sự leo thang xung đột, khi Lord Owen tránh tiếp xúc với chính quyền ôn hoà Croat (ủng hộ thống nhất Bosnia) và đám phán trực tiếp với những thành phần cực đoan (chủ trương ly khai).
Phần lớn thời gian năm 1993 được bao trùm bởi chiến tranh Croat-Bosniak. Tháng 1, 1993 lực lượng Croat tấn công Gornji Vakuf, để nối Herzegovina với Trung tâm Bosnia.
Tháng 4, 1993, Hội đồng Bảo an Liên hiệp quốc ra Nghị quyết 816, kêu gọi các quốc gia thành viên lập vùng cấm bay trên bầu trời Bosnia-Herzegovina. Ngày 12 tháng 4 năm 1993, NATO bắt đầu Chiến dịch Deny Flight nhằm lập vùng cấm bay này.

##### Pháo kích Gornji Vakuf
Gornji Vakuf là một thị trấn nằm ở phía nam Thung lũng Lašva và trên một giao lộ có tầm quan trọng chiến lược dẫn đến trung tâm Bosnia. Nơi này cách Novi Travnik 48 kilomet và khoảng một giờ lái xe từ Vitez bằng phương tiện bọc thép. Đối với người Croat nơi này rất quan trọng vì nó nối giữa Thung lũng Lašva và Herzegovina, hai lãnh thổ bao gồm các khu vực tự phong của Cộng đồng Croatia ở Herzeg-Bosnia. Các lực lượng Croat đã pháo kích khiến cho phần lớn trung tâm lịch sử phương đông của thị trấn Gornji Vakuf trở thành đống gạch vụn.
Ngày 10 tháng 1 năm 1993, ngay trước khi xảy ra sự đối đầu tại Gornji Vakuf, chỉ huy Hội đồng Phòng vệ Croat (HVO) là Luka Šekerija, đã gửi một bức thư quân sự tối mật đến Đại tá Tihomir Blaškić và Dario Kordić, (người này sau bị ICTY cáo buộc phạm tội ác chiến tranh và tội ác chống lại loài người như diệt trừ sắc tộc) bằng các loạt đạn pháo bắn từ súng cối có sẵn tại nhà máy đạn dược ở Vitez. Đụng độ sau đó nổ ra ở Gornji Vakuf ngày 11 tháng 1 năm 1993, khơi mào bằng một trái bom do Croat đặt trong một khách sạn của người Bosniak được sử dụng làm bộ chỉ huy. Sự đối đầu toàn diện theo sau sự kiện này và đã xảy ra trận pháo kích dữ dội xuống thị trấn vào ban đêm do từ pháo binh Croat.
Trong suốc các cuộc đàm phán ngừng bắn tại Britbat HQ ở Gornji Vakuf, Đại tá Andrić, đại diện cho HVO, đã yêu cầu lực lượng Bosnia hạ vũ khí và chấp nhận việc HVO kiểm soát thị trấn và đe doạ rằng nếu họ không đồng ý, ông ấy sẽ san bằng Gornji Vakuf. Các yêu cầu của HVO không được đáp ứng của Quân đội Bosnia và cuộc tấn công tiếp diễn, kèm theo các cuộc thảm sát dân thường Hồi giáo Bosnia ở các thị trấn lân cận như Bistrica, Uzričje, Duša, Ždrimci và Hrasnica. Trong sự kiện Diệt trừ sắc tộc Thung lũng Lašva, nơi này bị dội pháo hạng nặng và bị tấn công bởi các vũ khí khác như xe tăng và bắn tỉa từ Quân đội Croatia và Hội đồng Tự vệ Croatia. Mặc dù người Croat hay trích dẫn một lý do chủ yếu cho cuộc tấn công Gornji Vakuf là các chiến binh hồi giáo, nhưng chỉ huy của Trung đoàn British Britbat nói rằng các binh lính của ông đã không thấy bất cứ chiến binh thần thánh Hồi giáo nào ở Gornji Vakuf (thường được biết đến với cái tên Mujahideen). Các chiến dịch pháo kích và tấn công trong suốt chiến tranh đã làm hàng trăm người bị thương và chết, phần lớn là dân thường Hồi giáo Bosnia.

##### Diệt trừ sắc tộc ở Thung lũng Lašva
Chiến dịch diệt trừ sắc tộc Thung lũng Lašva chống lại thường dân Bosniak được lên kế hoạch bởi các lãnh đạo chính trị và quân sự của Cộng đồng Croatia của Herzeg-Bosnia từ tháng 5 năm 1992 đến tháng 3 năm 1993 và xảy ra vào tháng 4 sau đó, điều này có nghĩa là các mục tiêu của những người quốc gia Croat đã được trù tính vào tháng 11 năm 1991. Thung lũng Lašva của người Bosniak đã bị khủng bố vì lý do chính trị, chủng tộc và tôn giáo, bị phân biệt đối xử có chủ đích trong bối cảnh các cuộc tấn công trên diện rộng vào dân thường trong khu vực và chịu những tội ác giết người hàng loạt, cưỡng bức, giam giữ trong các trại, cũng như sự phá huỷ các địa điểm văn hoá và tài sản cá nhân. Những việc làm này theo sau những luận điệu tuyên truyền chống người Bosniak, đặc biệt tại các đô thị Vitez, Busovača, Novi Travnik và Kiseljak. Thảm sát Ahmići vào tháng 4 năm 1993, là đỉnh điểm của chiến dịch diệt trừ sắc tộc tại Thung lũng Lašva, dẫn đến việc giết hại hàng loạt thường dân Hồi giáo Bosnia chỉ trong vài giờ. Nạn nhân trẻ nhất là một em bé ba tháng tuổi đã bị bắn vào xương sườn và già nhất là một phụ nữ 81 tuổi. Đây là vụ thảm sát lớn nhất được thực hiện trong cuộc xung đột giữa người Croat và chính phủ Bosnia (chiếm đa số bởi người Bosniak).
Toà án Tội ác Quốc tế ở Nam Tư cũ (ICTY) đã phán quyết những tội ác thuộc về tội ác chống lại loài người trong vô số các phán quyết đối với các binh lính và lãnh đạo quân sự và chính trị người Croat, nổi bật nhất là Dario Kordić. Dựa trên chứng cứ về vô số các cuộc tấn công của HVO vào thời điểm đó, Ban Tòa án ICTY đã kết luận trong vụ Kordić và Čerkez vào tháng 4 năm 1993 ban lãnh đạo Croat đã có một kế hoạch được thiết kế sẵn nhằm xóa sổ sắc tộc Bosniak khỏi thung lũng Lašva. Dario Kordić khi còn là lãnh đạo địa phương tại thời điểm xảy ra vụ việc, đã được chứng minh là người lên hoạch định và thúc đẩy kế hoạch này. Theo Trung tâm Nghiên cứu và Lưu giữ tài liệu đặt tại Sarajevo (IDC), khoảng 2.000 người Bosniak từ thung lũng Lašva đang mất tích hoặc đã bị giết trong khoảng thời gian này.

##### Chiến tranh ở Hezegovina
Cộng đồng Croatia ở Herzeg-Bosnia cũng đã nắm quyền kiểm soát nhiều cơ quan và chính phủ tự quản ở Herzegovina, loại bỏ hoặc gạt sang bên các lãnh đạo Bosniak địa phương. Herzeg-Bosnia còn kiểm soát cả truyền thông nhằm phổ biến việc tuyên truyền và lý tưởng của người Croatia. Các biểu tượng và tiền tệ Croatia được giới thiệu, và chương trình giảng dạy ngôn ngữ Croatia được giới thiệu trong trường học. Nhiều người Bosniak và Serb bị loại bổ khỏi các vị trí trong chính phủ và công ty tư nhân; sự trợ giúp nhân đạo đối với họ bị coi là thứ yếu; và người Bosniak nói chung bị quấy rối ngày càng tăng. Nhiều người trong số họ bị trục xuất đến các trại tập trung: Heliodrom, Dretelj, Gabela, Vojno và Šunje
Cho đến năm 1993 Hội đồng Phòng vệ Croatia (HVO) và Quân đội Cộng hoà Bosna và Hercegovina (ARBiH) đã chiến đấu trên cùng một chiến tuyến chống lại lực lượng chiếm ưu thế hơn là Quân đội Republika Srpska (VRS) trong một số khu vực của Bosna và Hercegovina. Ngay cả khi các cuộc chạm trán vũ trang và sự kiện như bắt cóc Totic làm căng thẳng mối quan hệ giữa HVO và ARBiH, liên minh Croat-Bosniak vẫn trụ vững ở Bihać (tây bắc Bosnia) và Bosanska Posavina (bắc), nơi cả hai đều bị áp đảo bởi lực lượng Serb.
Theo phán quyến của ICTY trong vụ Naletilić-Martinović lực lượng Croat đã tấn công các ngôi làng thuộc Sovici và Doljani, khoảng 50 kilomet về phía bắc Mostar vào buổi sáng ngày 17 tháng 4 năm 1993. Cuộc tấn công là một phần của cuộc phản công lớn hơn của lực lượng HVO nhằm lấy lại Jablanica, thị trấn chính của người Hồi giáo Bosnia ở trong vùng. Các chỉ huy HVO đã ước tính rằng họ cần hai ngày để chiếm lấy Jablanica. Vị trí của Sovici mang ý nghĩa chiến lược quan trọng đối với HVO khi nơi này nằm trên con đường dẫn tới Jablanica. Đối với Quân đội Bosnia, đây là cửa ngõ dẫn tới cao nguyên Risovac, mà từ đây có thể lập thành bàn đạp tiến xa hơn về phía bờ biển Adriatic. Cuộc phản công của HVO vào Jablanica đã bắt đầu ngày 15 tháng 4 năm 1993. Pháo binh đã phá huy phần trên của Sovici. Quân đội Bosnia bị đánh từ phía sau, nhưng vào khoảng 5 giời chiều chỉ huy Quân đội Bosnia ở Sovici đã đầu hàng. Có khoảng từ 70 đến 75 lính đầu hàng. Tổng cộng, ít nhất 400 dân thường Hồi giáo Bosnia bị giam giữ. Cuộc hành quân của HVO về phía Jablanica dừng lại sau khi một hiệp định ngừng bắn được thương thảo.

##### Bao vây Mostar
Phần phía đông của Mostar bị phong toả bởi lực lượng Croat trong 9 tháng, và phần lớn các thành phố lịch sử của nó đã bị hư hại trong các cuộc pháo kích bao gồm cả cây cầu Stari Most nổi tiếng.
Mostar được tách ra làm một khu vực phía tây, vốn nằm trong tay lực lượng Croat và phần phía đông nơi Quân đội Cộng hoà Bosna và Hercegovina tập trung chủ yếu. Tuy nhiên, Quân đội Bosnia có tổng hành dinh nằm ở Tây Mostar ở tầng hầm của một phức hợp toà nhà được biết đến với cái tên Varanica. Vào những giờ phút mở đầu ngày 9 tháng 5 năm 1993, Hội đồng Tự vệ Croatia đã tấn công Mostar bằng pháo, lựu pháo, vũ khí hạng nặng và vũ khí hạng nhẹ. HVO kiểm soát tất cả các con đường dẫn tới Mostar và các tổ chức quốc tế bị từ chối tiếp cận nơi này. Đài phát thanh Mostar ra thông báo rằng tất cả người Bosniak nên treo cờ trắng từ cửa sổ nhà của họ. Cuộc tấn công này của HVO đã được chuẩn bị và lên kế hoạc kỹ lưỡng.
Người Croat sau đó chiếm lấy phần tây của thành phố và trục xuất hàng ngàn người Bosniak đến phần đông của thành phố. Các cuộc pháo kích của HVO đã biến phần lớn khu đông thành phố Mostar thành đống gạch vụn. JNA (Quân đội Nam Tư) đã phá huỷ các cây cầu Carinski, Titov và Lucki bắc quan sông trừ cầu Stari Most. Lực lượng HVO (và một số sư đoàn nhỏ hơn của nó) đã tham gia vào một cuộc xử tử hàng loạt, diệt trừ sắc tộc và cưỡng hiếp người Bosniak ở khu tây Mostar và khu vực phụ cân trong một chiến dịch bao vây và pháo kích dữ dội lên chính phủ Bosnia đang kiểm soát đông Mostar. Chiến dịch của HVO khiến cho hành ngày người bị thương và giết chết.
Quân đội Bosnia mở một chiến dịch được biết đến với cái tên Neretva 93 chống lại Hội đồng Tự vệ Croatia và Quân đội Croatia vào tháng 9 năm 1993 nhằm kết thúc cuộc bao vây Mostar, và chiếm lại các khu vực của Herzegovina bao gồm cả những phần thuộc về chính phủ tự phong Cộng hoà Croatia ở Herzeg-Bosnia. Chiến dịch bị ngừng lại bởi nhà chức trách Bosnia sau khi nhận được tin về các cuộc thảm sát chống lại thường dân và tù nhân Croat tại ngôi làng Grabovica và Uzdol.
Lãnh đạo Croat (Jadranko Prlić, Bruno Stojić, Slobodan Praljak, Milivoj Petković, Valentin Ćorić và Berislav Pušić) hiện tại đang bị xét xử tại ICTY về các tội danh bao gồm tội ác chống lại loài người, vị phạm trắng trợn công ước Geneva và vi phạm luật và nghĩa vụ chiến tranh. Dario Kordić, lãnh đạo chính trị của người Croat ở Trung tâm Bosnia đã bị cáo buộc tội ác chống lại loài người ở Trung tâm Bosnia như diệt trừ sắc tộc và bị kết án 25 năm tù giam. Chỉ huy Bosnia Sefer Halilović bị cáo buộc với việc vi phạm luật lệ và nghĩa vụ chiến tranh với trách nhiệm của chỉ huy về các sự việc xảy ra trong chiến dịch Neretva '93, tuy nhiên ông không bị kết tội.
Trong một nỗ lực bảo vệ dân thường, vai trò của UNPROFOR được mở rộng vào tháng 5 năm 1993 nhằm bảo vệ "nơi trú ẩn an toàn" mà Hội đồng Bảo an Liên Hợp Quốc đã tuyên bố nằm quanh Sarajevo, Goražde, Srebrenica, Tuzla, Žepa và Bihać theo nghị quyết số 824.

#### 1994

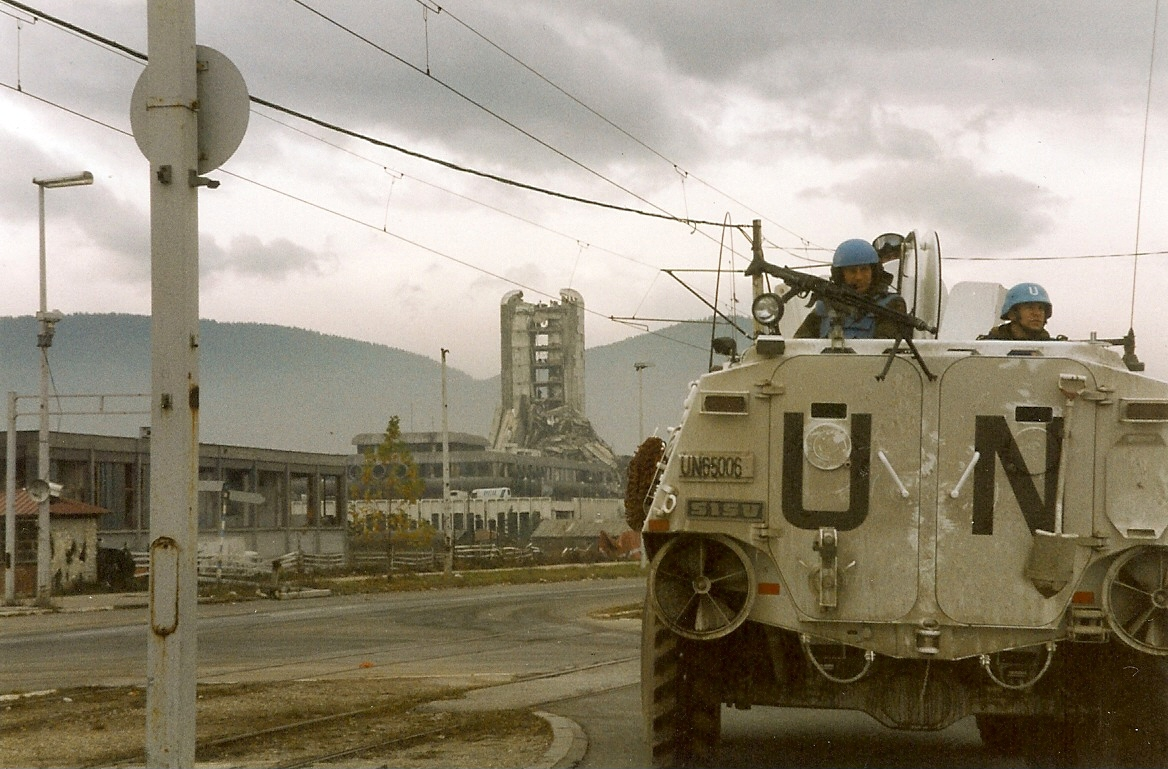
Lính Liên Hợp Quốc đi trên con đường trong "Thung lũng Bắn tỉa" ở Sarajevo

Năm 1994, NATO bắt đầu can dự sâu vào chiến tranh, khi máy bay phản lực của họ bắn rơi bốn máy bay Serb trên bầu trời trung tâm Bosnia ngày 28 tháng 2 năm 1994 nhằm thực thi vùng cấm bay của Liên Hợp Quốc.
Ngày 5 tháng 2 năm 1994 Sarajevo đã hứng chịu cuộc tấn công đẫm máu nhất tại nơi này trong chiến tranh trong lúc bị bao vây và thảm sát, khi một quả pháo 120 millimet bắn trúng một trung tâm mua sắm đông đúc, giết chết 68 người và làm bị thương 144 người khác.

##### Thỏa thuận Washington
Chiến tranh Croat-Bosniak chính thức kết thúc vào ngày 23 tháng 2 năm 1994 khi chỉ huy HVO, tướng Ante Roso và chỉ huy Quân đội Bosnia, tướng Rasim Delić, ký một hiệp ước ngừng bắn ở Zagreb. Tháng 3, 1994 một thỏa thuận hoà bình— Thỏa thuận Washington— do Hoa Kỳ làm trung gian giữa người Croat (đại diện là Cộng hoà Croatia) và Cộng hoà Bosna và Hercegovina đã ký kết thỏa thuận ở Washington và Vienna. Thỏa thuận Washington đã chia lãnh thổ do người Croat và chính phủ Bosnia nắm giữ thành các Tổng tự quản, thành lập Liên bang Bosna và Hercegovina. Điều này đã giúp kết thúc chiến tranh giữa người Croat và Bosniak, và giảm thiệt hại cho đôi bên một cách hiệu quả.

#### 1995

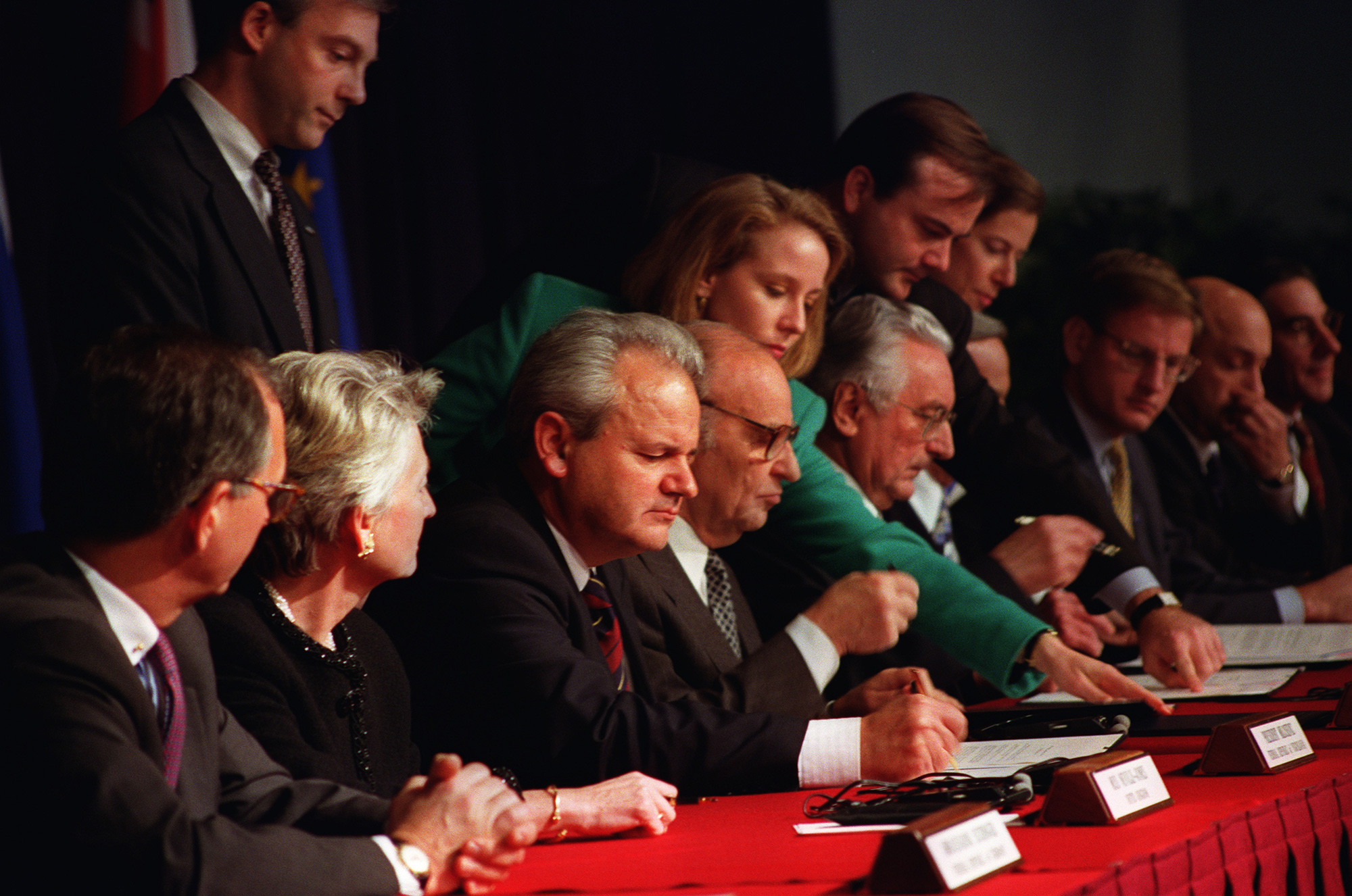
Theo thứ tự ngồi từ trái sang phải: Slobodan Milošević, Alija Izetbegović, Franjo Tuđman đang ký kết hiệp ước hoà bình ở Paris ngày 14 tháng 12 năm 1995.

Chiến tranh tiếp tục diễn ra suốt năm 1995.
Tháng 7, 1995, các binh lính Serb do tướng Ratko Mladić, đã chiếm lấy "khu vực an toàn" của Liên Hợp Quốc ở Srebrenica, đông Bosnia nơi mà sau đó 8.000 người đàn ông bị giết chết (phần lớn phụ nữ bị trục xuất sang các lãnh thổ do người Bosniak nắm giữ và một số họ bị cưỡng hiếp và giết chết). ICTY đã phán quyết sự kiện này là một vụ diệt chủng trong vụ Khởi tố chống lại Krstić.
Nằm trong hiệp ước Croat-Bosniak, lực lượng Croatia tăng cường hoạt động tại tây Bosnia (Chiến dịch Summer '95) và vào đầu tháng 8 đã phát động Chiến dịch Storm, chiếm lấy Serb Krajina ở Croatia. Cùng với đó, liên minh Bosniak-Croat đạt được thế chủ động trong chiến tranh, lấy lại phần lớn tây Bosnia từ người Serb trong vài chiến dịch, bao gồom: Mistral và Sana. Những lực lượng này sau đó đã đe doạ thủ đô của người Serb Bosnia Banja Luka bằng các cuộc tấn công trực tiếp trên bộ.
Lực lượng Serb đã thực hiện vài cuộc thảm sát trong năm 1995: thảm sát Tuzla (25 tháng 5), thảm sát Srebrenica và thảm sát Markale lần hai.
Sau sự kiện thảm sát Markale lần hai, NATO đáp lại bằng mở các cuộc không kích rộng khắp chống lại cơ sở hạ tầng và các đơn vị của người Serb Bosnia vào tháng 9.
Vào thời điểm này, cộng đồng quốc tế đang gia tăng áp lực lên Milošević, Tuđman và Izetbegović trên bàn đàm phám và cuối cùng chiến tranh kết thúc với Hoà ước Dayton được ký kết vào ngày 21 tháng 11 năm 1995. Phiên bản cuối của hoà ước này được ký kết vào 14 tháng 12 năm 1995 ở Paris.

## Tác động của chiến tranh

### Nội chiến hay một cuộc chiến tranh xâm lược
Bởi vì chiến tranh ở Bosna và Hercegovina là một hậu quả của sự mất ổn định ở các khu vực rộng lớn của Nam Tư, và do sự tham gia của các nước láng giềng như Croatia và Serbia, nên vẫn diễn ra một cuộc tranh luận kéo dài xung đột này là một cuộc nội chiến hay chiến tranh xâm lược Bosnia thực hiện bởi các quốc gia láng giềng. Hai viện sĩ Steven Burg và Paul Shoup tranh luận rằng:
Từ lúc khởi đầu, bản chất của cuộc chiến ở Bosnia-Herzegovina là do sự thể hiện của xung đột nội bộ. Những mâu thuẫn này không chỉ bắt nguồn từ hiện tại lãnh thổ, mà còn ở sự quan tâm chính trị đã thúc đẩy nó.
Mặt khác, cuộc chiến có thể được xem là "một trường cắt nghĩa rõ ràng của một cuộc nội chiến – rằng chiến tranh bên trong giữa các nhóm không thể đạt được thoả thuận về chia sẻ quyền lực". David Campbell chỉ trích các giải thích về "nội chiến", mà ông cho rằng thường liên quan đến thuật ngữ "sự xoá bỏ bất công có đạo đức", trong đó tất cả các bên "được cho là có quyền tàn báo ngang nhau", và "nhấn mạng nỗi sợ đáng tin của người Serb là nguồn gốc của những hành động của họ". Đối lập với cách giải thích đây là nội chiến, người Bosniak, nhiều người Croat, các chính trị gia và tổ chức nhân quyền phương tây khẳng định cuộc chiến là do sự xâm lược của Serbia và Croatia dựa trên những điều khoản của Karađorđevo và hiệp ước Grazt, trong khi người Serb thường xem đây là một cuộc nội chiến. Người Serb Bosnia và Croat Bosnia hài lòng với sự ủng hộ chính trị và quân sự từ Serbia và Croatia, và quyết định công nhận vị thế ngoại giao cho Bosnia cũng đã là sự thúc đẩy của quốc tến đến một cuộc xung đột toàn diện. Như Burg và Shoup phát biểu:
Nhìn từ khía cạnh ngoại giao và luật pháp...quyết định của quốc tế công nhận nền độc lập của Bosnia-Herzegovina và trao cho nước này tư cách thành viên trong Liên Hợp Quốc đã đặt một nền tảng cho một cuộc chiến tranh trong trường hợp bị xâm lược từ bên ngoài bởi cả Serbia và Croatia. Đối với Serbia, khả năng quân đội Serb Bosnia trong tương lai sẽ dưới quyền chỉ huy trên thực tế của quân đội Nam Tư và do đó họ có được động cơ xâm lược. Đối với Croatia, lược lượng quân đội Croatia chính quy vi phạm sự toàn vẹn lãnh thổ của Bosnia-Herzegovina, là bằng chứng càng cho thấy đây là một cuộc chiến tranh xâm lược.
Trong khi đó Sumantra Bose, tranh luận rằng có thể có những đặc điểm khái quát hoá chiến tranh Bosnia là một cuộc nội chiến, không cần có sự đồng ý cần thiết với sự hiện diện của những người chủ nghĩa dân tộc Serb và Croat. Ông phat biểu rằng trong khi "tất cả các sự kiện vi phạm trầm trọng đã được dàn dựng bởi các lực lượng và sự kiện 'bên ngoài', xã hội địa phương cũng đã chìm sâu trong bạo lực" và do đó ông cho rằng "điều đó cho thấy xung đột 1992–95 ở Bosnia có bản chất gần với một cuộc 'nội chiến' – mặc dù rõ ràng với một khía cạnh tối quan trọng là nó diễn ra bên ngoài lãnh thổ Bosnia". Năm 2010, chỉ huy Bosnia Ejup Ganić đã bị giam giữ ở Luân Đôn do yêu cầu dẫn độ từ Serbia vì tội ác chiến tranh. Tuy nhiên, thẩm phán Timothy Workman, đã quyết địnnh rằng Ganić nên được phóng thích vì yêu cầu của Serbia có "động cơ chính trị". Trong quyết định của mình, ông cũng khái quát chiến tranh Bosnia là một cuộc xung đột vũ trang quốc tế, do Bosnia tuyên bố độc lập vào ngày 3 tháng 3 năm 1992.
Viện sĩ Mary Kaldor tranh luận rằng chiến tranh Bosnia là một ví dụ của thuật ngữ mà đã đặt ra là các cuộc chiến tranh mới, trong đó cả nội chiến hay giữa các quốc gia, điều chứa những yếu tố giống nhau.

### Tổn thất
Tính toán con số người chết do xung đột đã được xem là một cuộc tranh luận được chính trị hoá cao độ. Có sự khác biệt lớn về con số ước tính tổng thiệt hại, dao động từ 25.000 đến 329.000 người. Những khác biệt này một phần là do kết quả của việc sử dụng các định nghĩa trái ngược nhau về nạn nhân chiến tranh. Một số nghiên cứu tính toán chỉ các tổn thất trực tiếp do hoạt động quân sự trong khi số khác cũng tính cả các tổn thất gián tiếp, như người chết vì điều kiện sống khó khăn, đói, rét, bệnh tật hay nhiều tai nạn xuất phát gián tiếp từ các điều kiện trong chiến tranh. Các con số ban đầu cao hơn cũng được sử dụng do nhiều nạn nhân được liệt kê hai hay ba lần trong hai cột dân thường và quân sự và không có sự tương đồng với các điều kiện có thể diễn ra trong thời gian chiến tranh; một bản tổng kết lịch sử có giá trị khi xác định được nơi nạn nhân chết và được ghi lại trong nhiều danh sách ban đầu, và sửa chữa những kết quả đã bị đếm lặp nhiều lần; đặc biệt, đơn vị nhân khẩu học của RDC và ICTY đã thực hiện việc xem xét khám nghiệm pháp y.
Con số tử vong được ước tính ban đầu vào năm 1994 là vào khoảng 200.000 bởi Cherif Bassouni, trưởng ban chuyên gia điều tra tội ác chiến tranh của Liên Hợp Quốc. Theo các giáo sư Steven L. Burg và Paul S. Shoup (1999),
Con số 200.000 người (hay hơn) bị chết, bị thương và mất tích thường được trích dẫn trong các bảng báo cáo của truyền thông về cuộc chiến ở Bosnia cuối năm 1994. Tháng 10, 1995 Tập san của Viện Sức khoẻ Công cộng thuộc Ủy ban Cộng hoà vì Sức khoẻ và sự thịnh vượng Xã hội Bosnia đã đưa ra con số 146.340 người bị giết, và 174.914 bị thương trên lãnh thổ thuộc quyền kiểm soát của Quân đội Bosnia. Mustafa Imamovic đưa ra con số 144.248 bị chết (bao gồm cả những người chết vì đói hay các điều kiện khắc nghiệt), chủ yếu là người Hồi giáo. Hội Chữ thập đỏ và UNHCR đã dựa trên kiến thức tốt nhất mà họ có, đã không đưa ra bất kỳ con số người chết và bị thương trong chiến tranh. Tháng 11, 1995 một bản ghi nhớ không được phân loại của CIA ước tính 156.500 dân thường chết trên đất nước (như có khoảng 10.000 chết trên lãnh thổ do người Hồi giáo hay người Croat nắm giữ), không bao gồm 8.000 đến 10.000 vẫn còn bị mất tích từ vùng Srebrenica và Zepa. Con số thường dân bị giết này vượt xa con số ước tính là 81.500 lính bị giết (45.000 chính phủ Bosnia; 6.500 Croat Bosnia; và 30.000 Serb Bosnia).
Năm 2010, Đơn vị Nhân khẩu học của Văn phòng Khởi tố của ICTY ước tính khoảng 104.732 người chết do xung đột Bosnia. Những tác giả của bản báo cáo này nói rằng con số người chết thực sự có thể hơi cao hơn một chút.
Ngày 21 tháng 6 năm 2007, Trung tâm Nghiên cứu và Lưu giữ tài liệu ở Sarajevo xuất bản nghiên cứu bao quát nhất về tổn thất chiến tranh Bosnia-Herzegovina với tựa đề: Cuốn sách của người Bosnia về cái chết - một kho dữ liệu tiết lộ "một con số tối thiểu" 97.207 cái tên của thường dân Bosna và Hercegovina bị giết và mất tích trong chiến tranh 1992-1995. Một đổi chuyên gia quốc tế đã kiểm định những con số trước ngày nó được công bố. Hơn 240.000 tài liệu đã được thu thập, xử lý, kiểm tra, đối chiếu và kiểm định bởi một đội chuyên gia quốc tế nhằm đưa ra con số cuối cùng là 97.000 tên các nạn nhân—thuộc mọi quốc tịch. Nghiên cứu cũng chỉ ra rằng phần lớn trong 97.207 người tổn thất (dân thường và binh lính) trong chiến tranh Bosnia là người Bosniak (66 phần trăm), tiếp theo là người Serb (25 phần trăm), người Croat (8 phần trăm) và một con số nhó hơn những sắc tộc khác như Albania hay người Romani. Người Bosniak cũng hứng chịu tổn thất dân thường to lớn (83 phần trăm) so với người Serb (10 phần trăm) và người Croat (5 phần trăm). Ít nhất 30 phần trăm nạn nhân thường dân Bosniak là phụ nữ và trẻ em.
Trong một phát biểu ngày 23 tháng 9 năm 2008 ở Liên Hợp Quốc, Tiến sĩ Haris Silajdžić, trưởng phái đoàn Bosna và Hercegovina ở Liên Hợp Quốc, tại buổi họp thứ 63 của Đại hội đồng, đã nói rằng "Theo dữ liệu của ICRC, 200.000 người đã bị giết, 12.000 trong số đó là trẻ em, hơn 50.000 phụ nữ bị cưỡng hiếp, và 2,2 triệu người bị buộc phải rời bỏ nhà cửa. Đây thực sự là một cuộc diệt chủng và phá huỷ xã hội".
Không có con số thống kê chính xác các tổn thất của chiến tranh Croat-Bosniak theo từng sắc tộc. Dữ liệu của RDC xem tổn thất nhân mạng trong các khu vực trong xung đột Croat-Bosniak là một phần của cuộc chiến Bosnia lớn hơn, tuy nhiên, có thể đưa ra một con số gần chính xác. Theo dữ liệu này, ở Trung tâm Bosnia phần lớn 10.448 tổn thất được ghi nhận (binh lính và dân thường) là người Bosniak (62 phần trăm), với người Croat ở vị trí thứ hai (24 phần trăm) và còn lại là người Serb (13 phần trăm). Theo phương diện địa lý, các khu tự quản Gornji Vakuf và Bugojno cũng nằm ở trung tâm Bosnia (được biết đến như là vùng Gornje Povrbasje), với 1.337 tổn thất được ghi chép khôn bao gồm các thống kê ở trung tâm Bosnia, nhưng bao gồm cả thống kê ở vùng Vrbas. Xấp xỉ 70-80 phần trăm tổn thất ở Gornje Povrbasje là người Bosniak. Tại khu vực sông Neretva, trong 6.717 tổn thất có 54 phần trăm là người Bosniak, 24 phần trăm là người Serb và 21 phần trăm là người Croat. Tổn thất ở những khu vực trên không chỉ xuất phát duy nhất từ xung đột Croat-Bosniak. Một số các xung đột nhỏ hơn liên quan tới người Serb cũng dẫn tới con số tổn thất nằm trong thống kê. Ví dụ, số người Serb bị thảm sát bởi lực lượng Croat vào tháng 6 năm 1992 tại ngôi làng Čipuljić thuộc khu tự quản Bugojno.
Có các tổn thất quan trọng đối với các binh lính quốc tế ở Bosna và Hercegovina. Khoảng 320 lính thuộc lực lượng UNPROFOR bị giết chết trong xung đột ở Bosnia.
UNCHR phát biểu rằng xung đột ở Bosna và Hercegovina buộc hơn 2.2 triệu người phải rời bỏ nhà cửa, khiến đây trở thành sự kiện ly tán của nhiều người ở châu Âu nhất kể từ khi kết thúc Thế chiến II.
Hai cuộc nghiên cứu mới nhất về con số nạn nhân của chiến tranh Bosnian bao gồm Obermayer et al., đã đưa ra con số 176.000 và của Ewa Tabeau (Văn phòng Truy tố tại Toà án Hague) đưa ra con số nạn nhân tối thiểu là 104.732. Sự khác biệt số nạn nhân biên soạn ra bởi OTP là do bà đã ghi chú rằng con số này không nên nhầm lẫn với việc "ai đã giết ai", bởi vì hàng ngàn người Serb đã bị giết bởi quân đội Serb trong các cuộc pháo kích khi bao vây Sarajevo, Tuzla và các thành phố đa sắc tộc khác.
Theo nghiên cứu của Ewa Tabeau, số người chết ở mức Bosniak: 68.101, Serb: 22.779, Croat: 8.858, Khác: 4.995 (bà không đề cập đến cái mà bà xem là "số khác" con số này có thể là những nạn nhân Bosniak bị giết bởi người Serb, bởi vì người Bosniak thường hay xác định họ là người Nam Tư hay họ từ chối gia nhận với bất cứ nhóm nào). Tổng cộng: 104.732.

### Tội ác chiến tranh

#### Diệt trừ sắc tộc
Diệt trừ sắc tộc là một hiện tượng thường thấy trong chiến tranh. Tội ác này điển hình bao gồm các hành động doạ dẫm, trục xuất và tiêu diệt các nhóm sắc tộc đối địch cũng như phá huỷ hay loại bỏ những dấu vết của nhóm đó, như những nơi thờ tự, nghĩa trang và các toà nhà văn hoá và lịch sử. Viện sĩ Matjaž Klemenčič và Mitja Žagar tranh luận rằng: "Những ý tưởng của các chính trị gia chủ nghĩa dân tộc từ các nhóm sắc tộc rằng Bosna và Hercegovina sẽ được tái sắp xếp thành các lãnh thổ đồng nhất về sắc tộc Serb, Croat, và Hồi giáo".
Theo vô số các cáo buộc và truy tố của ICTY, lực lượng Serb và Croat đã thực hiện diệt trừ sắc tộc ở vùng lãnh thổ của họ và được lên kế hoạch bởi các lãnh đạo chính trị nhằm tạo ra nhà nước thuần khiết về sắc tộc (Republika Srpska và Herzeg-Bosnia). Hơn nữa, lực lượng Serb đã tiến hành diệt chủng ở Srebrenica vào thời điểm cuối chiến tranh. Một bản báo cáo năm 1995 do Cơ quan Tình báo Trung ương Hoa Kỳ cho thấy lực lượng Serbia chịu trách nhiệm cho 90 phần trăm tội ác chiến tranh thực hiệon trong cuộc xung đột.
Dựa trên bằng chứng từ vô số các cuộc tấn công của HVO, Ủy ban Toà án ICTY đã kết luận trong vụ Kordić và Čerkez vào tháng 4 năm 1993 lãnh đạo Croat đã có một kế hoạch được lập sẵn nhằm thực hiện diệt trừ sắc tộc ở Thung lũnhg Lašva ở Trung tâm Bosnia. Dario Kordić, khi còn là lãnh đạo chính trị địa phương, bị kết án là người lên kế hoạch và thúc đẩy vụ việc.

#### Diệt chủng

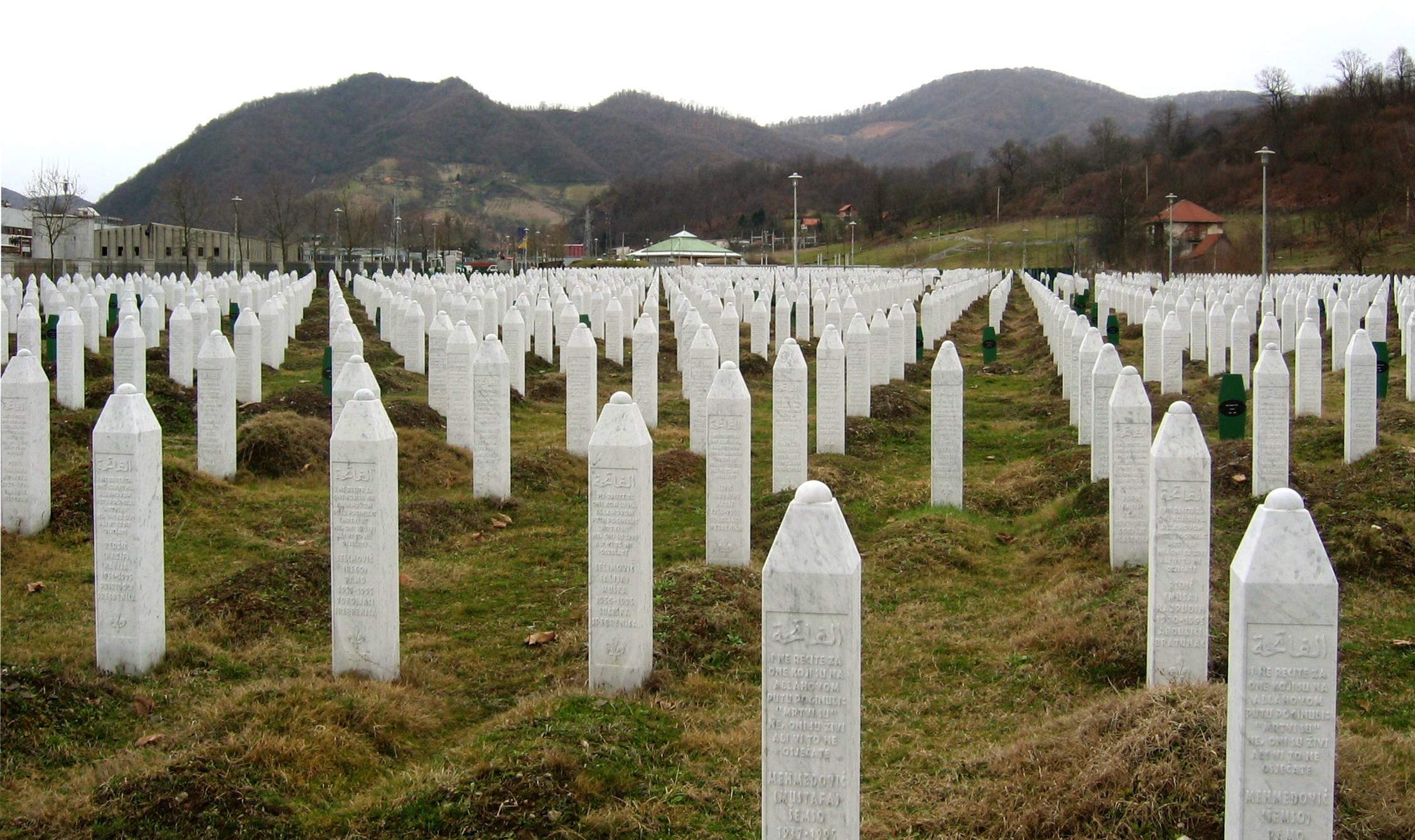
Nghĩa trang tại Đài tưởng niệm diệt chủng Srebrenica

Một phiên toà diễn ra trước Tòa án Công lý Quốc tế, sau một đơn tố cáo 1993 bởi Bosna và Hercegovina cáo buộc Serbia và Montenegro phạm tội diệt chủng. Tòa án Công lý Quốc tế (ICJ) mở vào ngày 26 tháng 2 năm 2007 đã gián tiếp xác định bản chất của cuộc chiến mang tính quốc tế, mặc dù rõ ràng Serbia chịu trách nhiệm trực tiếp cho tội diệt chủng được thực hiện bởi các lực lượng Republika Srpska. Tuy nhiên, ICJ đã kết luận rằng Serbia đã thất bại trong việc ngăn chặn tội ác diệt chủng thực hiện bởi lực lượng Serb và không thực thi việc trừng phạt cá nhân nào thực thi tội ác, đặc biệt là Tướng Ratko Mladić, và mang họ ra trước công lý.

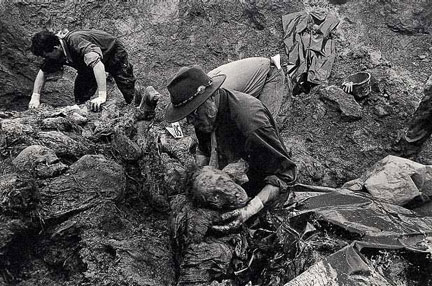
Khai quật ở Srebrenica, 1996

Một bức điện tín gửi đến Nhà Trắng vào ngày 8 tháng 2 năm 1994 và được viết bởi Đại sứ Hoa Kỳ ở Croatia Peter W. Galbraith miêu tả rằng cuộc diệt chủng đang diễn ra. Bức điện tín ghi "việc bắn súng và pháo bừa bãi liên tục" lên Sarajevo thực hiện bởi Quân đội Nhân dân Nam Tư của Karadzic; sự quấy rối các nhóm thiểu số ở Bắc "nằm trong một nỗ lực buộc họ phải rời đi"; và việc sử dụng nhữn người bị bắt giữ "làm các công việc nguy hiểm ở tuyến đầu" như là chứng cứ cho thấy cuộc diệt chủng đang diễn ra. Năm 2005, Quốc hội Hoa Kỳ đã thông qua một nghị quyết tuyên bố "các chính sách gây hấn và diệt trừ sắc tộc của Serbia đã được xác định phù hợp với thuật ngữ diệt chủng".
Bất chấp chứng cứ nhiều tội ác chiến tranh được thực hiện đồng thời bởi nhiều lực lượng Serb khác nhau ở nhiều phần của Bosna và Hercegovina, đặc biệt ở Bijeljina, Sarajevo, Prijedor, Zvornik, Banja Luka, Višegrad và Foča, các phán quyết kết luận rằng tiêu chuẩn cho một cuộc diệt chủng đối với Hồi giáo Bosnia chỉ ở Srebrenica hay Đông Bosnia vào năm 1995.
Toà án kết luận rằng các tội ác vi phạm trong chiến tranh 1992-1995, có lẽ thuộc về tội ác chống lại loài người theo luật quốc tế nhưng những hành động này khi được xem xét riêng rẽ không cấu thành tội diệt chủng. Toà tán còn quyết định thêm, sau khi Montenegro tuyên bố độc lập vào tháng 5 năm 2006, Serbia là bị cáo duy nhất trong vụ án, nhưng "bất cứ trách nhiệm nào cho các sự kiện quá khứ đều dính líu đến thời điểm tồn tại nhà nước hỗn hợp Serbia và Montenegro".

#### Cưỡng hiếp hàng loạt và đàn áp tâm lý
Mặc dù trong chiến tranh Bosnia, nhiều phụ nữ bị cưỡng hiếp ở tất cả các bên, những phụ nữ Hồi giáo và Thiên chúa là những mục tiêu tấn công chủ yếu bởi lực lượng Serb. Ước tính con số bị cưỡng hiếp dao động từ 20.000 đến 50.000
Những di chứng nghiêm trọng thường thấy giữa những phụ nữ và trẻ em gái sống sót bao gồm các bệnh phụ khoa, các chấn động về tâm lý và thể xác, cũng như việc có thai ngoài ý muốn và các bệnh lây truyền qua đường tình dục. Những người sống sót thường cảm thấy bất an/run sợ/ghê tởm đàn ông, tình dục và các mối quan hệ; đã tác động rất lớn đến sự phát triển của dân số hay xã hội (do đó tạo thành một cuộc diệt chủng chậm theo một số người). Theo truyền thống xã hội Hồi giáo, đa số các em gái chưa kết hôn đều là trinh nữ tại thời điểm bị cưỡng hiếp; dẫn đến những chấn động nghiêm trọng hơn. Các vụ cưỡng hiếp hoàng loạt được thực hiệp chủ yếu ở Đông Bosnia (trong thảm sát Foča), và ở Grbavica trong cuộc bao vây Sarajevo. Phụ nữ và em gái bị giam giữ tại nhiều trung tâm khác nhau, nơi họ phải sống trong điều kiện thiếu vệ sinh và bị phân biệt đối xử theo nhiều cách bao gồm cả việc cưỡng hiếp nhiều lần. Các binh lính và cảnh sát Serb sẽ đến các trung tâm giam giữ, chọn ra một hay nhiều phụ nữ, bắt và cưỡng hiếp họ. Tất cả sự việc này diễn ra dưới sự quan sát, và đôi khi có sự dính líu trực tiếp với chính quyền địa phương Serb, đặc biệt là lực lượng cảnh sát. Trưởng lực lượng cảnh sát Foča, Dragan Gagović, đã được xác định danh tính là một trong những cá nhân đến các trung tâm giam giữ để bắt và cưỡng hiếp phụ nữ. Đã xảy ra vô số các vụ cưỡng hiếp ở Foča. "Ngôi nhà Karaman" là một trong những trung tâm cưỡng hiếp khét tiếng. Trong khi bị giam giữ tại nơi này, nhiều bé gái đã bị cưỡng hiếp thường xuyên. Trong những phụ nữa bị giam ở "ngôi nhà Karaman" bao gồm cả những trẻ em ở tuổi từ 12 đến 14.
Những phụ nữ hồi giáo là những mục tiêu đặc biệt, họ bị cưỡng bức theo cái cách mà người Serb áp đặt thế thượng phong và chiến thắng của họ đối với người Bosniak. Ví dụ, các trẻ gái và phụ nữ bị chọn bởi tội phạm chiến tranh Dragoljub Kunarac và các binh lính ông này, được đưa tới những cân cứ của binh lính một cách có hệ thống, tại căn nhà số 16 ở đường Osmana Đikić. Tại đây, các em gái và phụ nữ, những người mà Kunarac biết là thường dân, đã bị cưỡng bức bởi các binh lính ông này và chính y. Các binh lính Serb cho thấy họ hoàn toàn không màng đến người Bosniak, và đặc biệt là phụ nữ Bosniak. Các binh lính Serb đã bắt các phụ nữ Hồi giáo từ các trung tâm giam giữ, và giữ họ trong nhiều khoảng thời gian khác nhau để cưỡng hiếp.
Các ví dụ khác bao gồm Radomir Kovač, người bị cáo buộc bởi ICTY. Trong khi bốn em gái bị giam giữ trong căn hộ ông này, cáo buộc cho thấy Radomir Kovač đã lạm dụng họ và cưỡng hiếp ba trong số họ nhiều lần, do đó duy trì sự đàn áp kéo dài với thường dân Hồi giáo Bosnia. Kovač đã mời những bạn ông ta đến căn hộ, và thỉnh thoảng cho phép họ cưỡng hiếp một trong số các cô gái. Kovač cũng bán ba trong số họ. Trước khi bị bán, Kovač đã đưa hai cô gái cho các binh lính Serb Bosnia khác lạm dụng họ trong hơn ba tuần trước khi trả cho Kovač, người đã tiến hành bán một người và đưa ba người còn lại cho người quen của ông này.

### Khởi tố và xét xử theo luật pháp
Toà án Tội ác quốc tế ở the Nam Tư cũ (ICTY) được thành lập vào năm 1993 nhưng là một bộ phận của Liên Hợp Quốc để khởi tố các tội ác chiến tranh được thực hiện trong chiến tranh ở Nam Tư cũ, và truy tìm thủ phạm. Toà án được toạ lạ ở The Hague, Hà Lan.
Theo các chuyên gia hợp pháp vào đầu năm 2008, 45 người Serb, 12 người Croat và 4 người Bosniak bị cáo buộc phạm tội ác chiến tranh bởi ICTY trong các cuộc chiến tranh ở Balkan vào thập niên 1990. Cả người Serb và Croat đều bị truy tố phạm các tội ác chiến tranh có hệ thống (joint criminal enterprise), trong khi người Bosniak bị truy tố phạm các tội ác riêng lẻ. Một số lãnh đạo cấp cao của người Serb (Momčilo Krajišnik và Biljana Plavšić) cũng như người Croat (Dario Kordić) bị cáo buộc phạm tội ác chiến tranh, trong khi số khác hiện diện tại các phiên toà tạo ICTY (Radovan Karadžić, Vojislav Šešelj và Jadranko Prlić). Slobodan Milošević bị cáo buộc phạm tội ác chiến tranh xảy ra tại Bosnia, bao gồm việc vi phạm công ước Geneva, tội ác chống lại loài người và diệt chủng, nhưng chết vào năm 2006 trước khi phiên toà có thể kết thúc. Những nhân vật bị truy nã khác do nghi ngờ phạm tội ác chiến tranh như Ratko Mladić và Goran Hadžić hiện vẫn đang tự do. Diệt chủng là tội ác nghiêm trọng nhất người Serb bị cáo buộc. Tội ác chống lại nhân loại (ví dụ Diệt trừ sắc tộc Thung lũng Lašva), là tội các nghiêm trọng nhất người Croat bị cáo buộc. Còn vi phạm công ước Geneva là tội các chiến tranh nghiêm trọng nhất người Bosniak bị cáo buộc.

### Hoà giải
Tổng thống Croatia Ivo Josipović đã đưa ra lời xin lỗi vào tháng 4 năm 2010 vì vai trò của đất nước ông trong chiến tranh Bosnia, đây là thông điệp hoà giải rõ ràng nhất cho tới hiện tại được đưa ra từ bất cứ lãnh đạo nào thuộc ba quốc tịch đã dính líu vào cuộc xung đột đẫm máu nhất ở châu Âu kể từ Thế chiến II. Tổng thống Bosnia Haris Silajdzic, trong một động thái đáp lại đã nâng mức quan hệ với Croatia, làm nổi bật thái độ chỉ trích thẳng thừng của ông đối với Serbia một ngày trước đó. "Tôi vô cùng xin lỗi Cộng hoà Croatia đã góp phần vào việc làm tổn hại nhân dân và lãnh thổ, viêc vốn vẫn đang là gánh nặng với chúng tôi ngày nay", Tổng thống Ivo Josipović phát biểu trước quốc hội Bosnia.
Ngày 31 tháng 3 năm 2010, the Hội đồng Quốc gia Serbia thông qua một tuyên bố "kết tội mạnh mẽ thuật ngữ tội ác bị vi phạm trong tháng 7 năm 1995 chống lại dân cư Bosniak ở Serebrenica" và xin lỗi gia đình của các nạn nhân. Bước đầu của việc này là thông qua một nghị quyết đến từ Tổng thống Boris Tadic, người đã thúc đẩy nó bất chấp các tranh cãi chính trị. Trong qua khứ, chỉ các nhóm nhân quyền và các đảng không dân tộc chủ nghĩa mới ủng hộ biện pháp này.

## Trong văn hoá đại chúng

### Phim
Quo Vadis, Adia?

### Nhiếp ảnh
Bộ sư tập năm 2006 của Annie Leibovitz, A Photographer's Life, bap gồm các tấm ảnh của Sarajevo trong khoảng thời gian này.
"Return with Honor" bởi: Đại uý Scott O'Grady.